# Список птахів Перу

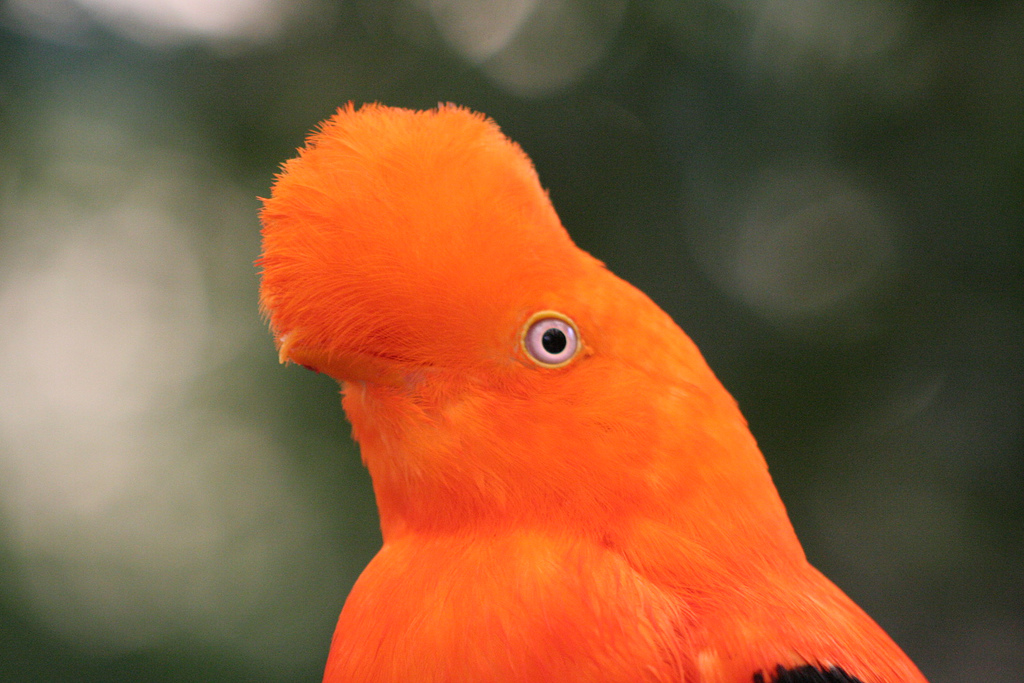
Гребенечуб андійський (Rupicola peruvianus) є національним птахом Перу

Це перелік видів птахів, зафіксованих на території Перу. Перу є однією з найбагатших за біорізноманіттям країн світу. Вона є другою країною в світі за кількістю зафіксованих видів птахів і п'ятою за кількістю ендемічних видів птахів.
Авіфауна Перу налічує загалом 1839 видів, з яких 115 видів є ендемічними. 3 види були інтродуковані людьми. 60 видів є рідкісними або випадковими. 46 видів не були зафіксовані, однак, імовірно, присутні на території країни.

## Позначки
Наступні теги використані для виділення деяких категорій птахів.
- (V) Випадковий — вид, який рідко або випадково трапляється в Перу
- (Е) Ендемічий — вид, який є ендеміком Перу
- (I) Інтродукований — вид, завезений до Перу як наслідок, прямих чи непрямих дій людських дій
- (H) Гіпотетичний — не зафіксований вид, який, однак, імовірно, присутній на території Перу

## Нандуподібні(Rheiformes)

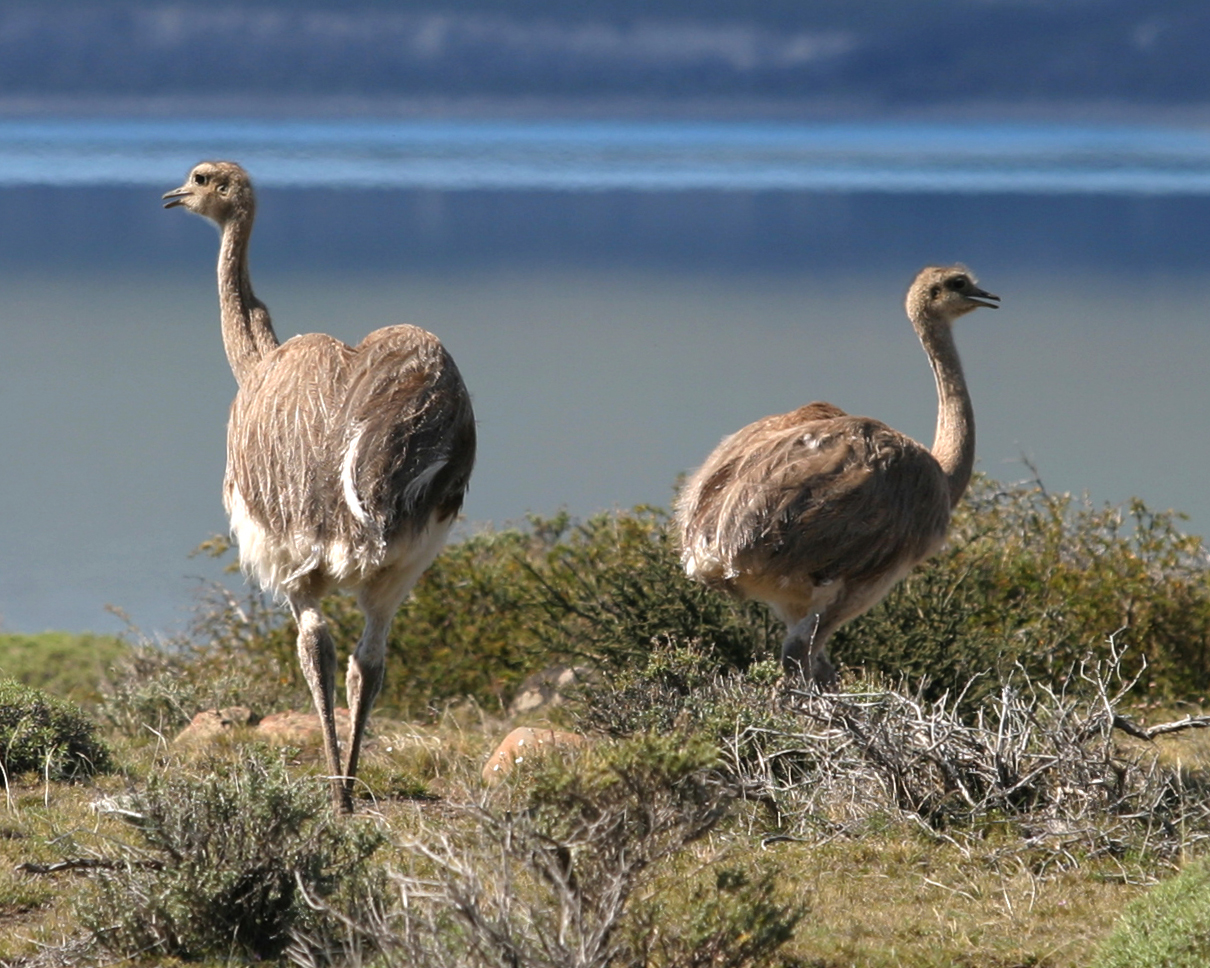
Нанду малий (Rhea pennata)

Родина: Нандуві (Rheidae)
Нанду малий, Rhea pennata

## Тинамуподібні(Tinamiformes)
Родина: Тинамові (Tinamidae)
- Тинаму жовтогрудий, Nothocercus julius
- Тинаму бурий, Nothocercus bonapartei
- Тинаму чорноголовий, Nothocercus nigrocapillus
- Тао, Tinamus tao
- Тинаму чорний, Tinamus osgoodi
- Тинаму великий, Tinamus major
- Тинаму білогорлий, Tinamus guttatus
- Татаупа сірий, Crypturellus cinereus
- Татаупа малий, Crypturellus soui
- Татаупа каштановий, Crypturellus obsoletus
- Татаупа блідий, Crypturellus undulatus
- Татаупа білобровий, Crypturellus transfasciatus
- Татаупа бразильський, Crypturellus strigulosus
- Татаупа сіроногий, Crypturellus duidae
- Татаупа темноголовий, Crypturellus atrocapillus
- Татаупа амазонійський, Crypturellus variegatus
- Татаупа перуанський, Crypturellus bartletti
- Татаупа червонодзьобий, Crypturellus parvirostris
- Татаупа колумбійський, Crypturellus casiquiare
- Татаупа сіроголовий, Crypturellus tataupa
- Інамбу рудошиїй, Rhynchotus rufescens
- Інамбу перуанський, Nothoprocta taczanowskii
- Інамбу рудогрудий, Nothoprocta ornata
- Інамбу андійський, Nothoprocta pentlandii
- Інамбу криводзьобий, Nothoprocta curvirostris
- Нотура Дарвіна, Nothura darwinii
- Інамбу червоногузий, Tinamotis pentlandii

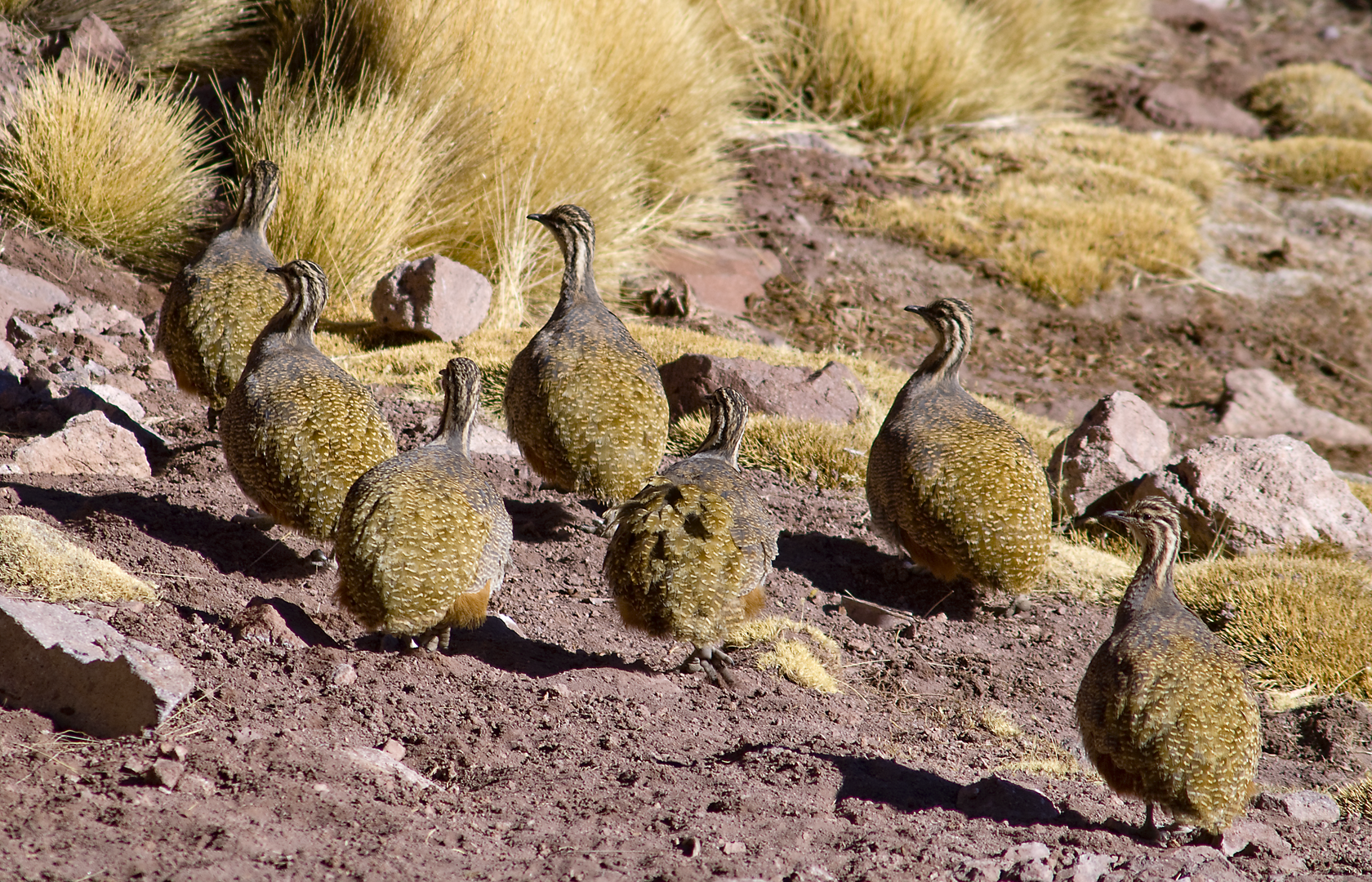
Інамбу червоногузий (Tinamotis pentlandii)
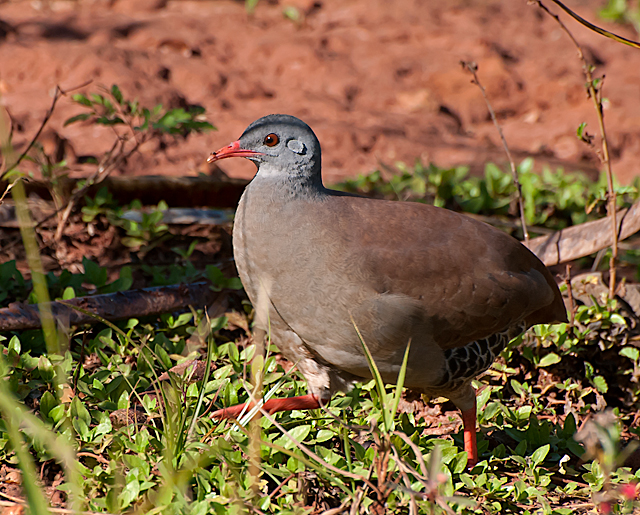
Татаупа червонодзьобий (Crypturellus parvirostris)
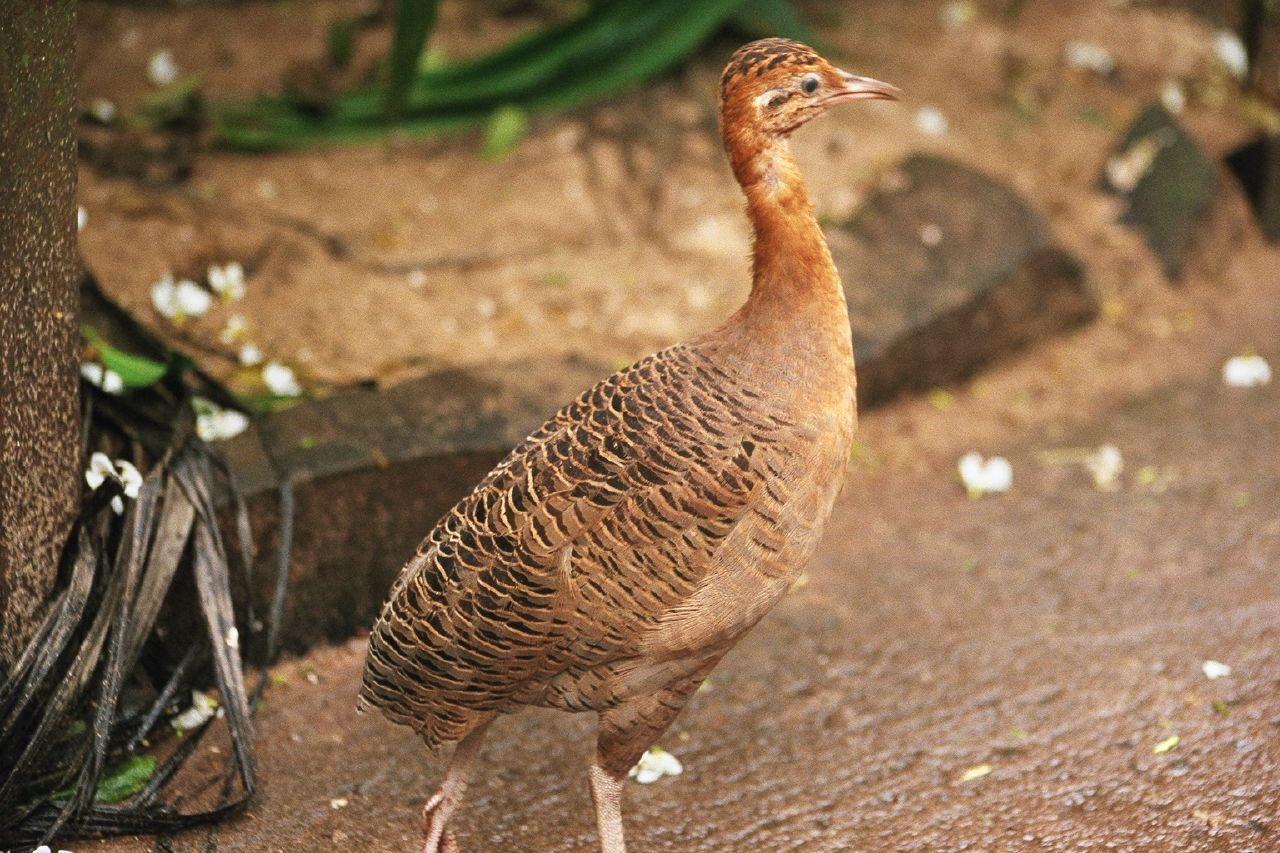
Інамбу рудошиїй (Rhynchotus rufescens)

## Гусеподібні(Anseriformes)
Родина: Паламедеєві (Anhimidae)
- Паламедея, Anhima cornuta
- Чайя аргентинська, Chauna torquata (V)

Родина: Качкові (Anatidae)
- Свистач рудий, Dendrocygna bicolor
- Свистач білоголовий, Dendrocygna viduata (V)
- Свистач червонодзьобий, Dendrocygna autumnalis
- Каргарка гриваста, Neochen jubata
- Каргарка андійська, Chloephaga melanoptera
- Качка мускусна, Cairina moschata
- Качка американська, Sarkidiornis sylvicola
- Чирянка бразильська, Amazonetta brasiliensis
- Качка андійська, Merganetta armata
- Крижень андійський, Lophonetta specularioides
- Чирянка пунайська, Spatula puna
- Широконіска аргентинська, Spatula platalea
- Широконіска північна, Spatula clypeata (V)
- Чирянка блакитнокрила, Spatula discors
- Чирянка руда, Spatula cyanoptera
- Свищ чилійський, Mareca sibilatrix (H)
- Шилохвіст білощокий, Anas bahamensis
- Шилохвіст жовтодзьобий, Anas georgica
- Чирянка андійська, Anas andium
- Чирянка жовтодзьоба, Anas flavirostris
- Чернь червоноока, Netta erythrophthalma
- Чернь аргентинська, Netta peposaca (V)
- Савка маскова, Nomonyx dominicus
- Савка американська, Oxyura jamaicensis

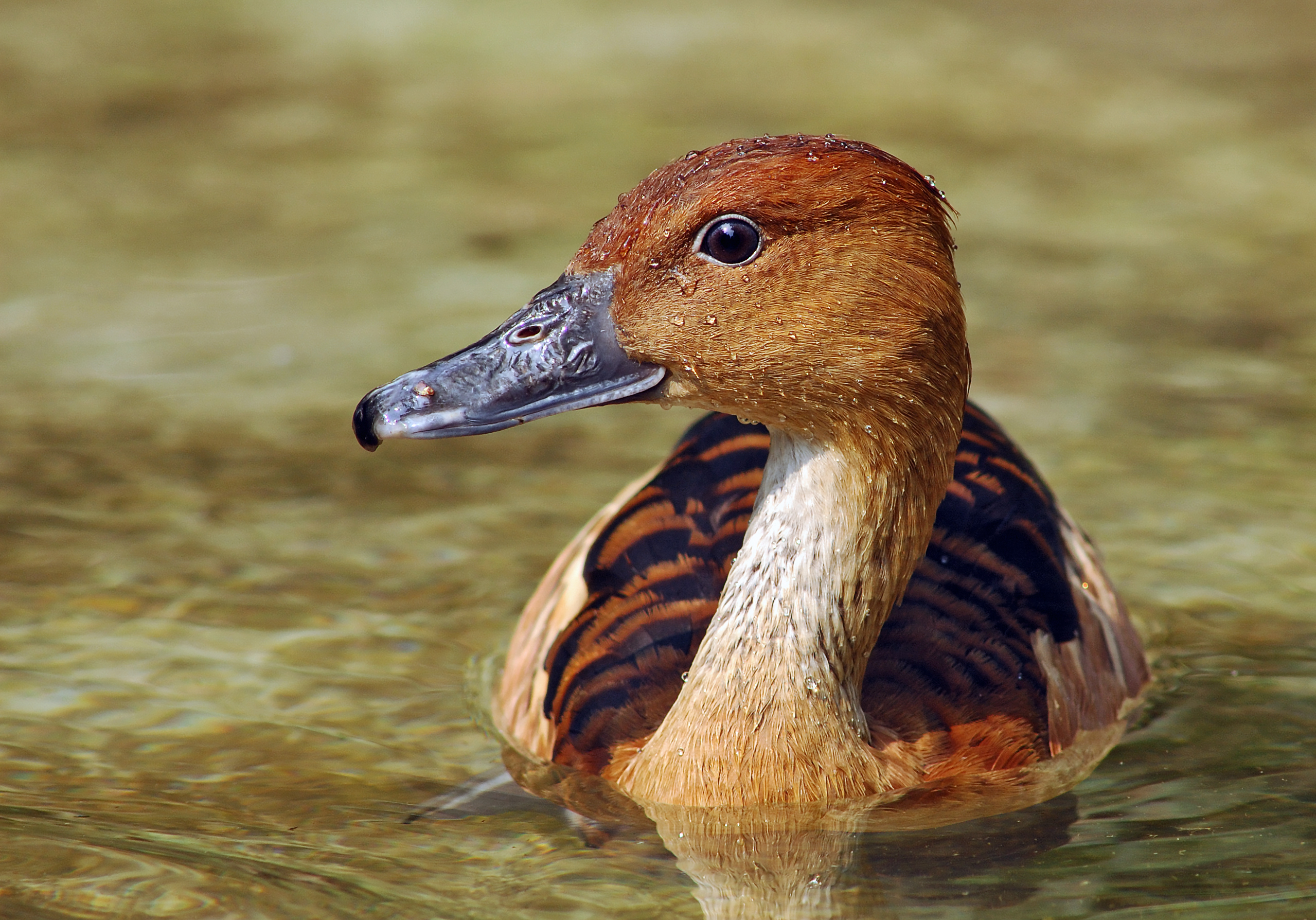
Свистач рудий (Dendrocygna bicolor)
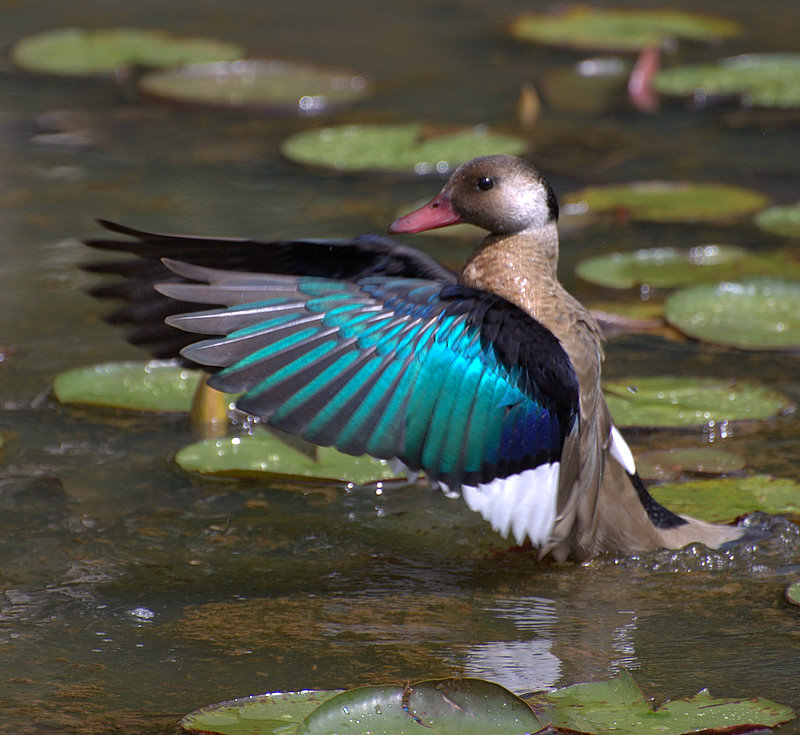
Чирянка бразильська (Amazonetta brasiliensis)
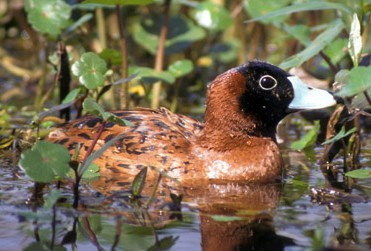
Савка маскова (Nomonyx dominicus)

## Куроподібні(Galliformes)
Родина: Краксові (Cracidae)

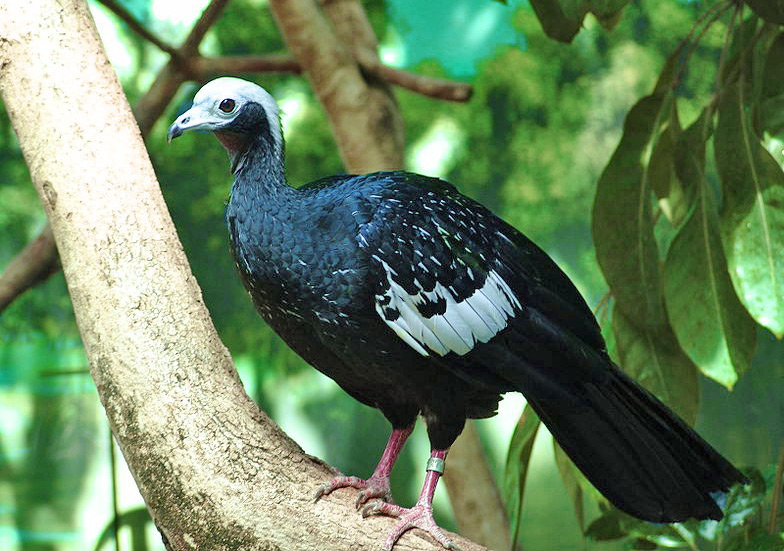
Абурі-крикун білоголовий (Pipile cumanensis)

- Пенелопа вогнистогруда, Chamaepetes goudotii
- Пенелопа бородата, Penelope barbata
- Пенелопа андійська, Penelope montagnii
- Пенелопа амазонійська, Penelope jacquacu
- Пенелопа чубата, Penelope purpurascens
- Пенелопа білокрила, Penelope albipennis (E)
- Абурі-крикун білоголовий, Pipile cumanensis
- Абурі, Aburria aburri
- Чачалака рудоголова, Ortalis erythroptera
- Чачалака цяткована, Ortalis guttata
- Гоко, Nothocrax urumutum
- Кракс амазонійський, Crax globulosa
- Міту білогузий, Mitu salvini
- Міту гребенедзьобий, Mitu tuberosum
- Кракс-рогань сирайський, Pauxi koepckeae (E)

Родина: Токрові (Odontophoridae)
- Токро гвіанський, Odontophorus gujanensis
- Токро рудогрудий, Odontophorus speciosus
- Токро андійський, Odontophorus balliviani
- Токро рудочубий, Odontophorus stellatus

## Фламінгоподібні(Phoenicopteriformes)

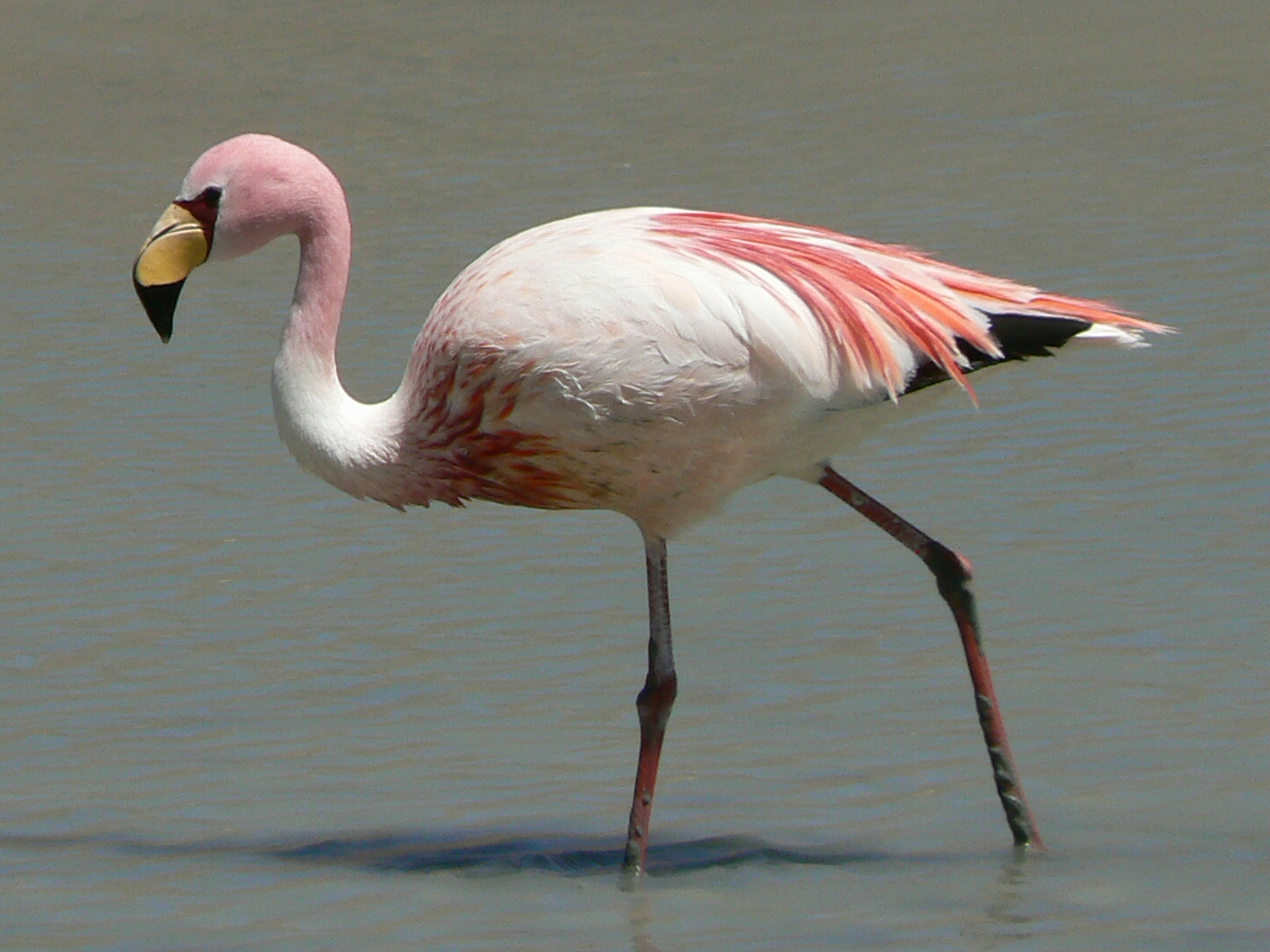
Фламінго жовтодзьобий (Phoenicoparrus jamesi)

Родина: Фламінгові (Phoenicopteridae)
- Фламінго чилійський, Phoenicopterus chilensis
- Фламінго андійський, Phoenicoparrus andinus
- Фламінго жовтодзьобий, Phoenicoparrus jamesi

## Пірникозоподібні(Podicipediformes)
Родина: Пірникозові (Podicipedidae)
- Пірникоза Роланда, Rollandia rolland
- Пірникоза короткокрила, Rollandia microptera
- Пірникоза домініканська, Tachybaptus dominicus
- Пірникоза рябодзьоба, Podilymbus podiceps
- Пірникоза-голіаф, Podiceps major
- Пірникоза срібляста, Podiceps occipitalis
- Пірникоза юнінська, Podiceps taczanowskii (E)

## Голубоподібні(Columbiformes)
Родина: Голубові (Columbidae)
- Голуб сизий, Columba livia (I)
- Голуб строкатий, Patagioenas speciosa
- Голуб аргентинський, Patagioenas picazuro (V)
- Голуб парагвайський, Patagioenas maculosa
- Голуб каліфорнійський, Patagioenas fasciata
- Голуб рожевошиїй, Patagioenas cayennensis
- Голуб перуанський, Patagioenas oenops (E)
- Голуб сірошиїй, Patagioenas plumbea
- Голуб коста-риканський, Patagioenas subvinacea
- Голубок сапфіровий, Geotrygon saphirina
- Голубок бурий, Geotrygon montana
- Голубок фіолетовий, Geotrygon violacea
- Горличка білолоба, Leptotila verreauxi
- Горличка вохристогруда, Leptotila ochraceiventris
- Горличка сіроголова, Leptotila rufaxilla
- Горличка бліда, Leptotila pallida
- Голубок білогорлий, Zentrygon frenata
- Zenaida meloda
- Zenaida auriculata
- Талпакоті сірий, Claravis pretiosa
- Paraclaravis mondetoura
- Горличка перуанська, Metriopelia ceciliae
- Горличка болівійська, Metriopelia melanoptera
- Горличка аймарська, Metriopelia aymara
- Талпакоті малий, Columbina minuta
- Талпакоті коричневий, Columbina talpacoti
- Талпакоті еквадорський, Columbina buckleyi
- Пікуї, Columbina picui
- Талпакоті сіроголовий, Columbina cruziana

## Зозулеподібні(Cuculiformes)
Родина: Зозулеві (Cuculidae)
- Гуїра, Guira guira (V)
- Ані великий, Crotophaga major
- Ані товстодзьобий, Crotophaga ani
- Ані малий, Crotophaga sulcirostris
- Тахете, Tapera naevia
- Таязура-клинохвіст велика, Dromococcyx phasianellus
- Таязура-клинохвіст мала, Dromococcyx pavoninus
- Таязура рудогуза, Neomorphus geoffroyi
- Таязура червонодзьоба, Neomorphus pucheranii
- Піая мала, Coccycua minuta
- Кукліло попелястоволий, Coccycua cinerea (V)
- Піая велика, Piaya cayana
- Піая червонодзьоба, Piaya melanogaster
- Кукліло бурий, Coccyzus melacoryphus
- Кукліло північний, Coccyzus americanus
- Кукліло чорнодзьобий, Coccyzus erythropthalmus
- Кукліло рудий, Coccyzus lansbergi

## Дрімлюгоподібні(Caprimulgiformes)
Родина: Гуахарові (Steatornithidae)
- Гуахаро, Steatornis caripensis

Родина: Потуєві (Nyctibiidae)
- Поту великий, Nyctibius grandis
- Поту довгохвостий, Nyctibius aethereus
- Поту малий, Nyctibius griseus
- Поту гірський, Nyctibius maculosus
- Поту білокрилий, Nyctibius leucopterus
- Поту рудий, Nyctibius bracteatus

Родина: Дрімлюгові (Caprimulgidae)
- Накунда, Chordeiles nacunda
- Анаперо блідий, Chordeiles rupestris
- Анаперо малий, Chordeiles acutipennis
- Анаперо віргінський, Chordeiles minor
- Анаперо-довгокрил бурий, Lurocalis semitorquatus
- Анаперо-довгокрил рудочеревий, Lurocalis rufiventris
- Анаперо смугастохвостий, Nyctiprogne leucopyga
- Дрімлюга траурний, Nyctipolus nigrescens
- Дрімлюга довгодзьобий, Systellura longirostris
- Дрімлюга перуанський, Systellura decussata
- Пораке рудощокий, Nyctidromus albicollis
- Дрімлюга еквадорський, Nyctidromus anthonyi
- Дрімлюга-лірохвіст колумбійський, Uropsalis segmentata
- Дрімлюга-лірохвіст рудошиїй, Uropsalis lyra
- Дрімлюга малий, Setopagis parvula
- Дрімлюга світлобровий, Hydropsalis maculicaudus
- Дрімлюга-вилохвіст колумбійський, Hydropsalis climacocerca
- Дрімлюга-вилохвіст бразильський, Hydropsalis torquata
- Леляк бразильський, Nyctiphrynus ocellatus
- Дрімлюга парагвайський, Antrostomus sericocaudatus
- Дрімлюга рудий, Antrostomus rufus

## Серпокрильцеподібні(Apodiformes)
Родина: Серпокрильцеві (Apodidae)
- Свіфт нікарагуанський, Cypseloides cryptus
- Свіфт білогрудий, Cypseloides lemosi
- Свіфт рудошиїй, Streptoprocne rutila
- Свіфт болівійський, Streptoprocne zonaris
- Голкохвіст сірогузий, Chaetura cinereiventris
- Голкохвіст еквадорський, Chaetura egregia
- Голкохвіст східний, Chaetura pelagica
- Голкохвіст колумбійський, Chaetura chapmani
- Голкохвіст вохристогузий, Chaetura brachyura
- Серпокрилець гірський, Aeronautes montivagus
- Серпокрилець андійський, Aeronautes andecolus
- Серпокрилець-крихітка неотропічний, Tachornis squamata
- Серпокрилець-вилохвіст малий, Panyptila cayennensis

Родина: Колібрієві (Trochilidae)
- Колібрі-топаз вогнистий, Topaza pyra
- Колібрі-якобін синьоголовий, Florisuga mellivora
- Ерміт-серподзьоб темнохвостий, Eutoxeres aquila
- Ерміт-серподзьоб рудохвостий, Eutoxeres condamini
- Ерміт-самітник бразильський, Glaucis hirsutus
- Ерміт світлохвостий, Threnetes leucurus
- Ерміт еквадорський, Phaethornis atrimentalis
- Ерміт сірогорлий, Phaethornis griseogularis
- Ерміт рудий, Phaethornis ruber
- Ерміт перуанський, Phaethornis stuarti
- Ерміт парагвайський, Phaethornis pretrei
- Ерміт сірогузий, Phaethornis hispidus
- Ерміт зелений, Phaethornis guy
- Ерміт рудогрудий, Phaethornis syrmatophorus
- Ерміт білогорлий, Phaethornis koepckeae (E)
- Ерміт тонкодзьобий, Phaethornis philippii
- Ерміт прямодзьобий, Phaethornis bourcieri
- Ерміт мексиканський, Phaethornis longirostris
- Ерміт довгодзьобий, Phaethornis malaris
- Колібрі-довгодзьоб зеленолобий, Doryfera ludovicae
- Колібрі-довгодзьоб синьолобий, Doryfera johannae
- Колібрі-капуцин клинодзьобий, Schistes geoffroyi
- Колібрі бурий, Colibri delphinae
- Колібрі іскристий, Colibri cyanotus
- Колібрі синьочеревий, Colibri coruscans
- Колібрі-фея фіолетоволобий, Heliothryx barroti
- Колібрі-фея зеленолобий, Heliothryx auritus
- Колібрі-зеленохвіст золотистий, Polytmus guainumbi
- Колібрі-зеленохвіст гвіанський, Polytmus theresiae
- Колібрі-рубін, Chrysolampis mosquitus (V)
- Колібрі-манго чорногорлий, Anthracothorax nigricollis
- Колібрі-німфа аметистовий, Heliangelus amethysticollis
- Колібрі-німфа малий, Heliangelus micraster
- Колібрі-німфа пурпуровогорлий, Heliangelus viola
- Колібрі-німфа перуанський, Heliangelus regalis
- Колібрі-голкохвіст чубатий, Discosura popelairii
- Колібрі-голкохвіст чорногрудий, Discosura langsdorffi
- Колібрі-кокетка довгочубий, Lophornis delattrei
- Колібрі-кокетка плямисточубий, Lophornis stictolophus
- Lophornis verreauxii
- Коліпінто еквадорський, Phlogophilus hemileucurus
- Коліпінто перуанський, Phlogophilus harterti (E)
- Колібрі плямистоволий, Adelomyia melanogenys
- Колібрі-сильф королівський, Aglaiocercus kingii
- Колібрі-комета, Polyonymus caroli (E)
- Колібрі-тонкодзьоб вилохвостий, Taphrolesbia griseiventris (E)
- Колібрі-плямохвіст андійський, Oreotrochilus estella
- Колібрі-плямохвіст зеленоголовий, Oreotrochilus stolzmanni
- Колібрі-плямохвіст чорногрудий, Oreotrochilus melanogaster (E)
- Колібрі-шпилькодзьоб, Opisthoprora euryptera
- Колібрі-довгохвіст бронзовий, Lesbia victoriae
- Колібрі-довгохвіст смарагдовий, Lesbia nuna
- Колібрі-короткодзьоб пурпуровий, Ramphomicron microrhynchum
- Колібрі-тонкодзьоб червонолобий, Chalcostigma ruficeps
- Колібрі-тонкодзьоб оливковий, Chalcostigma olivaceum
- Колібрі-тонкодзьоб синьохвостий, Chalcostigma stanleyi
- Колібрі-тонкодзьоб білохвостий, Chalcostigma herrani
- Колібрі-німфа гірський, Oreonympha nobilis (E)
- Колібрі-барвограй зеленогорлий, Metallura tyrianthina
- Колібрі-барвограй еквадорський, Metallura odomae
- Колібрі-барвограй мідний, Metallura theresiae (E)
- Колібрі-барвограй червоногорлий, Metallura eupogon (E)
- Колібрі-барвограй перуанський, Metallura aeneocauda
- Колібрі-барвограй чорний, Metallura phoebe (E)
- Колібрі-пухоніг золотистоголовий, Haplophaedia aureliae
- Колібрі-пухоніг рудоногий, Haplophaedia assimilis
- Еріон фіолетовогорлий, Eriocnemis vestita
- Еріон синьолобий, Eriocnemis luciani
- Еріон смарагдовий, Eriocnemis aline
- Колібрі-китицехвіст, Loddigesia mirabilis (E)
- Колібрі-золотожар рудоволий, Aglaeactis cupripennis
- Колібрі-золотожар перуанський, Aglaeactis castelnaudii (E)
- Колібрі-золотожар пурпуровий, Aglaeactis aliciae (E)
- Колібрі-інка бронзовий, Coeligena coeligena
- Колібрі-інка біловолий, Coeligena torquata
- Колібрі-інка фіолетовий, Coeligena violifer
- Колібрі-інка райдужний, Coeligena iris
- Колібрі-інка строкатокрилий, Coeligena lutetiae
- Колібрі гірський, Lafresnaya lafresnayi
- Колібрі-списодзьоб, Ensifera ensifera
- Колібрі блакитнокрилий, Pterophanes cyanopterus
- Колібрі-коронет каштановогрудий, Boissonneaua matthewsii
- Колібрі-пухоніг перуанський, Ocreatus peruanus
- Колібрі-пухоніг болівійський, Ocreatus addae
- Колібрі зеленоспинний, Urochroa leucura
- Колібрі-зіркохвіст зелений, Urosticte ruficrissa
- Колібрі-діамант рожевогорлий, Heliodoxa gularis
- Колібрі-діамант перуанський, Heliodoxa branickii (E)
- Колібрі-діамант чорногорлий, Heliodoxa schreibersii
- Колібрі-діамант золотистий, Heliodoxa aurescens
- Колібрі-діамант рубіновогорлий, Heliodoxa rubinoides
- Колібрі-діамант фіолетоволобий, Heliodoxa leadbeateri
- Колібрі велетенський, Patagona gigas
- Колібрі-ангел синьоголовий, Heliomaster longirostris
- Колібрі-ангел синьогрудий, Heliomaster furcifer (V)
- Колібрі бірюзовогорлий, Myrtis fanny
- Колібрі чилійський, Eulidia yarrellii (H)
- Колібрі оазовий, Rhodopis vesper
- Колібрі перуанський, Thaumastura cora
- Колібрі-іскринка білочеревий, Chaetocercus mulsant
- Колібрі-іскринка малий, Chaetocercus bombus
- Колібрі куцохвостий, Myrmia micrura
- Колібрі-аметист білочеревий, Calliphlox amethystina
- Колібрі-смарагд синьохвостий, Chlorostilbon mellisugus
- Колібрі-смарагд золоточеревий, Chlorostilbon lucidus (V)
- Колібрі сапфіроволобий, Klais guimeti
- Колібрі-шаблекрил сірогрудий, Campylopterus largipennis
- Колібрі-шаблекрил еквадорський, Campylopterus villaviscensio
- Колібрі-шаблекрил вилохвостий, Eupetomena macroura
- Колібрі-білогуз синьохвостий, Chalybura buffonii
- Колібрі-лісовичок фіолетоволобий, Thalurania colombica (H)
- Колібрі-лісовичок буроголовий, Thalurania furcata
- Колібрі цяткований, Taphrospilus hypostictus
- Колібрі еквадорський, Thaumasius baeri
- Колібрі плямистогорлий, Thaumasius taczanowskii (E)
- Колібрі колумбійський, Talaphorus chlorocercus
- Колібрі білочеревий, Elliotomyia chionogaster
- Колібрі зеленохвостий, Elliotomyia viridicauda (E)
- Цакатл, Amazilia tzacatl
- Амазилія зелена, Amazilis amazilia
- Агиртрія андійська, Uranomitra franciae
- Аріан венесуельський, Chionomesa fimbriata
- Аріан сапфіровогорлий, Chionomesa lactea
- Колібрі-сапфір золотохвостий, Chrysuronia oenone
- Колібрі-лісовичок синьочеревий, Chlorestes julie
- Колібрі-сапфір кактусовий, Hylocharis sapphirina
- Колібрі-сапфір білобородий, Chlorestes cyanus
- Колібрі-смарагд синьогорлий, Chlorestes notata

## Гоациноподібні(Opisthocomiformes)

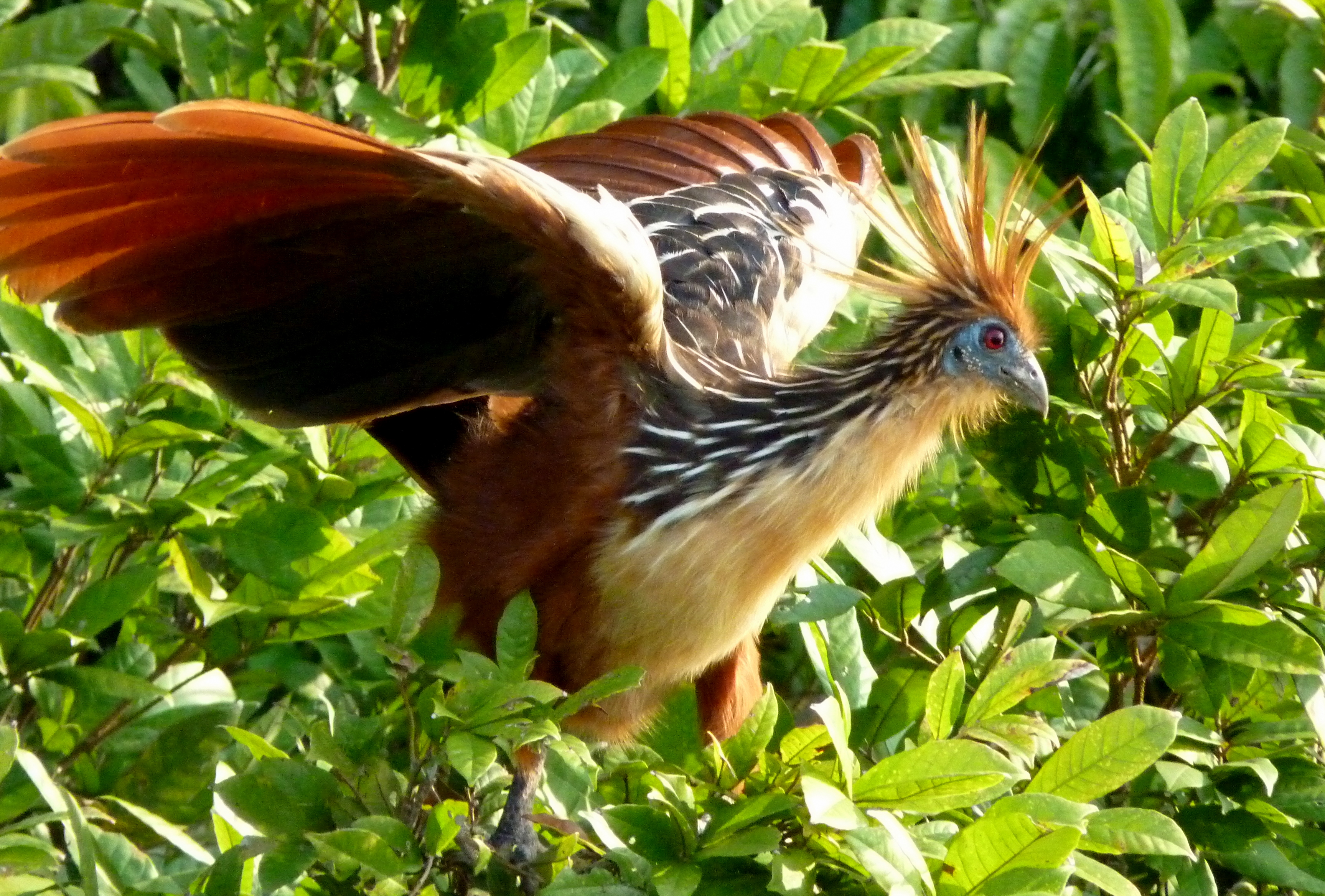
Гоацин (Opisthocomus hoazin)

Родина: Гоацинові (Opisthocomidae)
- Гоацин, Opisthocomus hoazin

## Журавлеподібні(Gruiformes)
Родина: Арамові (Aramidae)
- Арама, Aramus guarauna

Родина: Агамієві (Psophiidae)
- Агамі сірокрилий, Psophia crepitans
- Агамі білокрилий, Psophia leucoptera

Родина: Пастушкові (Rallidae)
- Пастушок-тріскунець, Rallus longirostris
- Пастушок віргінський, Rallus limicola
- Пастушок андійський, Rallus semiplumbeus
- Porphyrio martinicus
- Султанка жовтодзьоба, Porphyrio flavirostris
- Деркач еквадорський, Rufirallus castaneiceps
- Деркач каєнський, Rufirallus viridis
- Деркач колумбійський, Laterallus fasciatus
- Погонич оливковий, Laterallus melanophaius
- Погонич білогорлий, Laterallus albigularis (V)[1]
- Погонич амазонійський, Laterallus exilis
- Погонич американський, Laterallus jamaicensis
- Пастушок венесуельський, Micropygia schomburgkii
- Погонич попелястий, Mustelirallus albicollis
- Пастушок золотодзьобий, Mustelirallus erythrops
- Пастушок строкатий, Pardirallus maculatus
- Пастушок світлогорлий, Pardirallus nigricans
- Пастушок аргентинський, Pardirallus sanguinolentus
- Пастушок бурий, Amaurolimnas concolor
- Пастушок сірошиїй, Aramides cajaneus
- Пастушок гвіанський, Aramides axillaris
- Пастушок рудокрилий, Aramides calopterus
- Погонич каролінський, Porzana carolina
- Курочка латиноамериканська, Gallinula galeata
- Лиска червонолоба, Fulica rufifrons
- Лиска рогата, Fulica cornuta (V)
- Лиска гігантська, Fulica gigantea
- Лиска андійська, Fulica ardesiaca
- Лиска золотолоба, Fulica leucoptera (V)

Родина: Лапчастоногові (Heliornithidae)
- Лапчастоніг неотропічний, Heliornis fulica

## Сивкоподібні(Charadriiformes)
Родина: Сивкові (Charadriidae)
- Сивка американська, Pluvialis dominica
- Сивка морська, Pluvialis squatarola
- Хрустан тонкодзьобий, Oreopholus ruficollis
- Чайка каєнська, Vanellus cayanus
- Чайка чилійська, Vanellus chilensis
- Чайка андійська, Vanellus resplendens
- Пісочник сірощокий, Charadrius modestus (V)
- Пісочник крикливий, Charadrius vociferus
- Пісочник канадський, Charadrius semipalmatus
- Пісочник довгодзьобий, Charadrius wilsonia
- Пісочник пампасовий, Charadrius collaris
- Пісочник степовий, Charadrius alticola
- Пісочник американський, Charadrius nivosus
- Пісочник андійський, Phegornis mitchellii

Родина: Куликосорокові (Haematopodidae)
- Кулик-сорока американський, Haematopus palliatus
- Кулик-сорока південний, Haematopus ater

Родина: Чоботарові (Recurvirostridae)
- Himantopus mexicanus
- Чоботар гірський, Recurvirostra andina

Родина: Лежневі (Burhinidae)
- Лежень перуанський, Burhinus superciliaris

Родина: Баранцеві (Scolopacidae)
- Бартрамія, Bartramia longicauda
- Кульон гудзонський, Numenius hudsonicus
- Кульон американський, Numenius americanus (H)
- Грицик канадський, Limosa haemastica
- Грицик чорнохвостий, Limosa fedoa
- Крем'яшник звичайний, Arenaria interpres
- Побережник ісландський, Calidris canutus
- Побережник американський, Calidris virgata
- Брижач, Calidris pugnax (H)
- Побережник довгоногий, Calidris himantopus
- Побережник червоногрудий, Calidris ferruginea (V)
- Побережник білий, Calidris alba
- Побережник чорногрудий, Calidris alpina (H)
- Побережник канадський, Calidris bairdii
- Побережник-крихітка, Calidris minutilla
- Побережник білогрудий, Calidris fuscicollis
- Жовтоволик, Calidris subruficollis
- Побережник арктичний, Calidris melanotos
- Побережник тундровий, Calidris pusilla
- Побережник аляскинський, Calidris mauri
- Неголь короткодзьобий, Limnodromus griseus
- Неголь довгодзьобий, Limnodromus scolopaceus (H)
- Баранець королівський, Gallinago imperialis
- Баранець гірський, Gallinago jamesoni
- Баранець довгодзьобий, Gallinago nobilis (H)
- Баранець-велетень, Gallinago undulata
- Баранець неотропічний, Gallinago paraguaiae
- Баранець пунанський, Gallinago andina
- Плавунець довгодзьобий, Phalaropus tricolor
- Плавунець круглодзьобий, Phalaropus lobatus
- Плавунець плоскодзьобий, Phalaropus fulicarius
- Набережник плямистий, Actitis macularia
- Коловодник малий, Tringa solitaria
- Коловодник аляскинський, Tringa incana
- Коловодник строкатий, Tringa melanoleuca
- Tringa semipalmata
- Коловодник жовтоногий, Tringa flavipes

Родина: Тинокорові (Thinocoridae)
- Атагіс рудочеревий, Attagis gayi
- Тинокор великий, Thinocorus orbignyianus
- Тинокор чилійський, Thinocorus rumicivorus

Родина: Яканові (Jacanidae)
- Якана червонолоба, Jacana jacana

Родина: Поморникові (Stercorariidae)
- Поморник чилійський, Stercorarius chilensis
- Поморник антарктичний, Stercorarius maccormicki
- Поморник середній, Stercorarius pomarinus
- Поморник короткохвостий, Stercorarius parasiticus
- Поморник довгохвостий, Stercorarius longicaudus

Родина: Мартинові (Laridae)
- Мартин галапагоський, Creagrus furcatus
- Мартин трипалий, Rissa tridactyla (V)
- Мартин вилохвостий, Xema sabini
- Мартин андійський, Chroicocephalus serranus
- Мартин патагонський, Chroicocephalus maculipennis (V)
- Мартин сіроголовий, Chroicocephalus cirrocephalus
- Мартин сірий, Leucophaeus modestus
- Leucophaeus atricilla
- Мартин ставковий, Leucophaeus pipixcan
- Мартин перуанський, Larus belcheri
- Мартин домініканський, Larus dominicanus
- Larus argentatus (V)
- Крячок атоловий, Anous minutus (V)
- Крячок строкатий, Onychoprion fuscatus (V)
- Крячок карибський, Sternula antillarum (V)
- Крячок амазонський, Sternula superciliaris
- Крячок перуанський, Sternula lorata
- Крячок великодзьобий, Phaetusa simplex
- Крячок чорнодзьобий, Gelochelidon nilotica
- Крячок каспійський, Hydroprogne caspia (V)
- Крячок-інка, Larosterna inca* Крячок чорний, Chlidonias niger
- Крячок річковий, Sterna hirundo
- Крячок полярний, Sterna paradisaea
- Крячок американський, Sterna hirundinacea
- Крячок білоголовий, Sterna trudeaui (V)
- Крячок каліфорнійський, Thalasseus elegans
- Крячок рябодзьобий, Thalasseus sandvicensis
- Крячок королівський, Thalasseus maximus
- Водоріз американський, Rynchops niger

## Тіганоподібні(Eurypygiformes)
Родина: Тіганові (Eurypygidae)
- Тігана, Eurypyga helias

## Фаетоноподібні(Phaethontiformes)
Родина: Фаетонові (Phaethontidae)

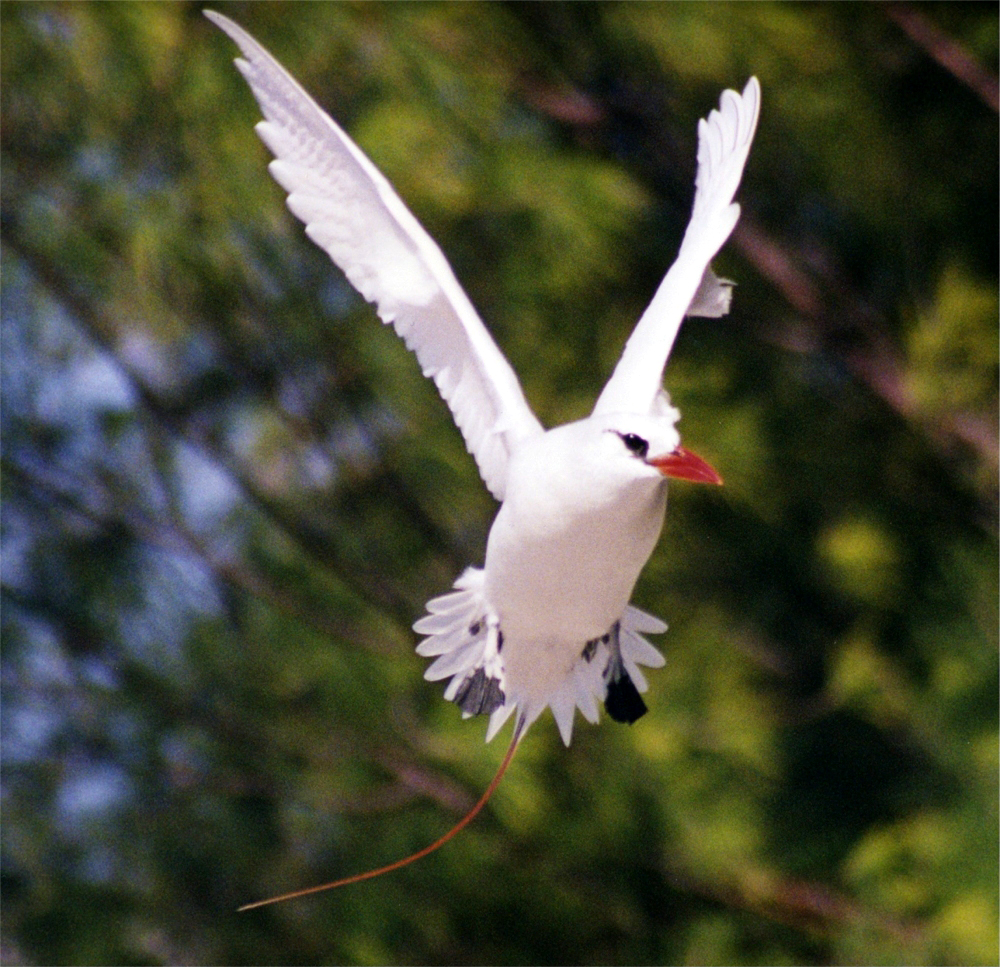
Фаетон червонодзьобий (Phaethon aethereus)

- Фаетон червонодзьобий, Phaethon aethereus
- Фаетон червонохвостий, Phaethon rubricauda (H)

## Пінгвіноподібні(Sphenisciformes)
Родина: Пінгвінові (Spheniscidae)

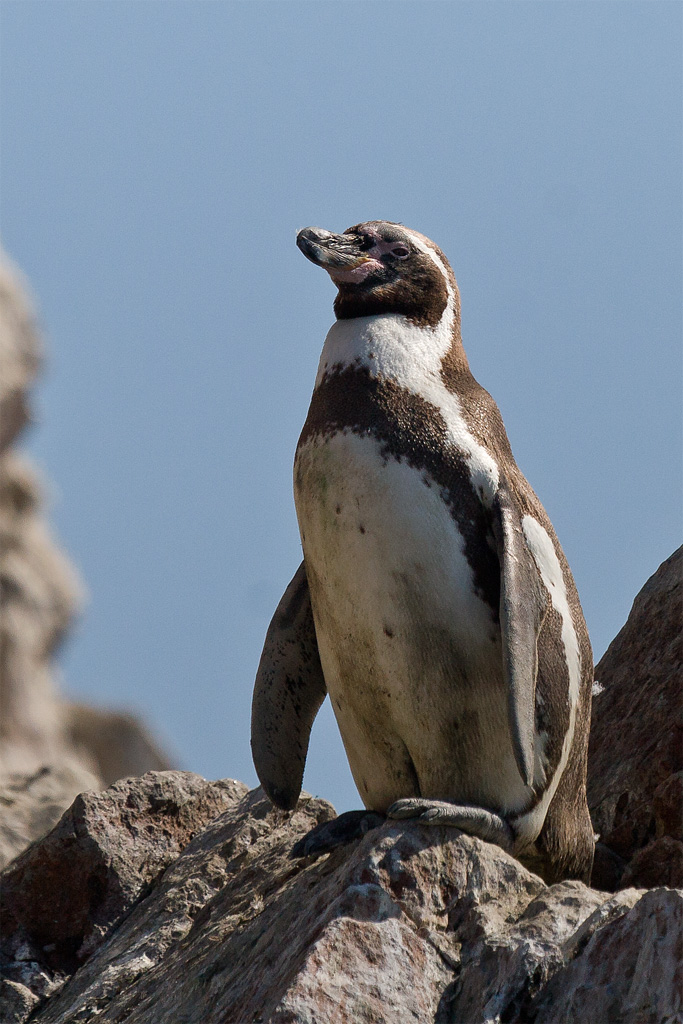
Пінгвін Гумбольдта (Spheniscus humboldti)

- Пінгвін королівський, Aptenodytes patagonicus (H)
- Пінгвін Гумбольдта, Spheniscus humboldti
- Пінгвін магеланський, Spheniscus magellanicus (V)

## Буревісникоподібні(Procellariiformes)
Родина: Альбатросові (Diomedeidae)

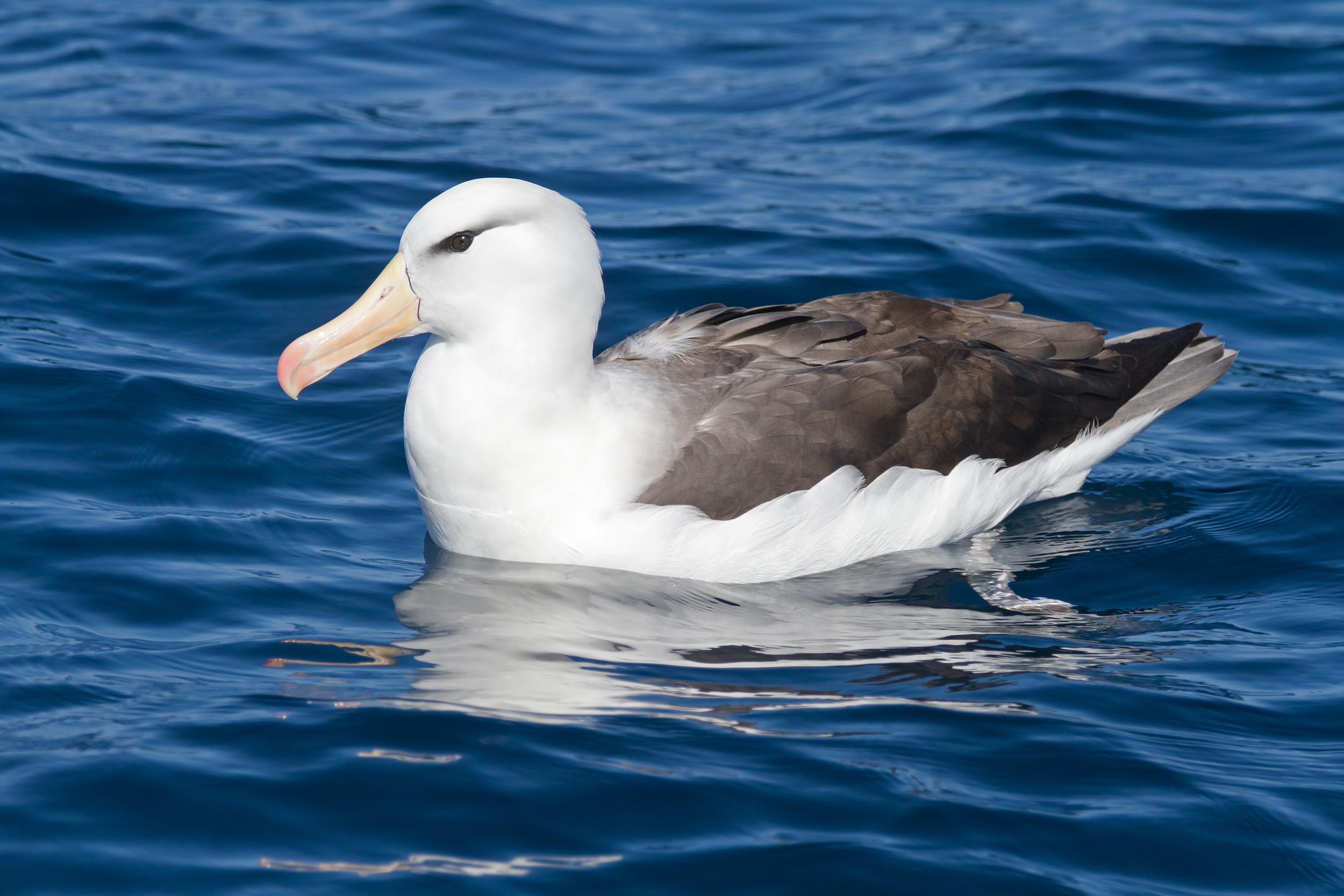
Альбатрос чорнобровий (Thalassarche melanophris)

- Альбатрос галапагоський, Phoebastria irrorata
- Альбатрос чорнобровий, Thalassarche melanophris
- Альбатрос сіроголовий, Thalassarche chrysostoma (H)
- Альбатрос Буллера, Thalassarche bulleri
- Альбатрос баунтійський, Thalassarche salvini
- Альбатрос чатемський, Thalassarche eremita (H)

Родина: Океанникові (Oceanitidae)

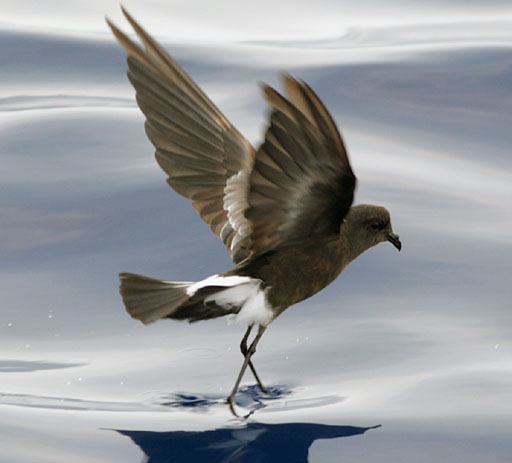
Океанник Вільсона (Oceanites oceanicus)

- Фрегета білочерева, Fregetta grallaria (H)
- Фрегета чорночерева, Fregetta tropica (V)
- Океанник Вільсона, Oceanites oceanicus
- Океанник Еліота, Oceanites gracilis
- Океанник білобровий, Pelagodroma marina (V)

Родина: Качуркові (Hydrobatidae)
- Качурка каліфорнійська, Hydrobates microsoma (H)
- Качурка галапагоська, Hydrobates tethys
- Качурка мадерійська, Hydrobates castro (H)
- Качурка північна, Hydrobates leucorhoa (V)
- Качурка Маркгама, Hydrobates markhami
- Качурка кільчаста, Hydrobates hornbyi
- Качурка чорна, Hydrobates melania

Родина: Буревісникові (Procellariidae)
- Буревісник гігантський, Macronectes giganteus
- Буревісник велетенський, Macronectes halli
- Буревісник південний, Fulmarus glacialoides
- Пінтадо, Daption capense
- Тайфунник Кука, Pterodroma cookii
- Тайфунник Дефіліпа, Pterodroma defilippiana
- Тайфунник кермадецький, Pterodroma neglecta (H)
- Тайфунник галапагоський, Pterodroma phaeopygia
- Тайфунник тихоокеанський, Pterodroma externa (H)
- Пріон широкодзьобий, Pachyptila vittata  (V)
- Пріон антарктичний, Pachyptila desolata
- Пріон тонкодзьобий, Pachyptila belcheri
- Буревісник сірий, Procellaria cinerea (V)
- Буревісник білогорлий, Procellaria aequinoctialis
- Буревісник чорний, Procellaria parkinsoni
- Буревісник новозеландський, Procellaria westlandica (H)
- Буревісник клинохвостий, Ardenna pacifica (H)
- Буревісник Бюлера, Ardenna bulleri
- Буревісник сивий, Ardenna grisea
- Буревісник рожевоногий, Ardenna creatopus
- Буревісник світлоногий, Ardenna carneipes (H)
- Буревісник малий, Puffinus puffinus (V)
- Буревісник галапагоський, Puffinus subalaris (H)
- Буревісник-крихітка каприкорновий, Puffinus assimilis (H)
- Пуфінур перуанський, Pelecanoides garnotii

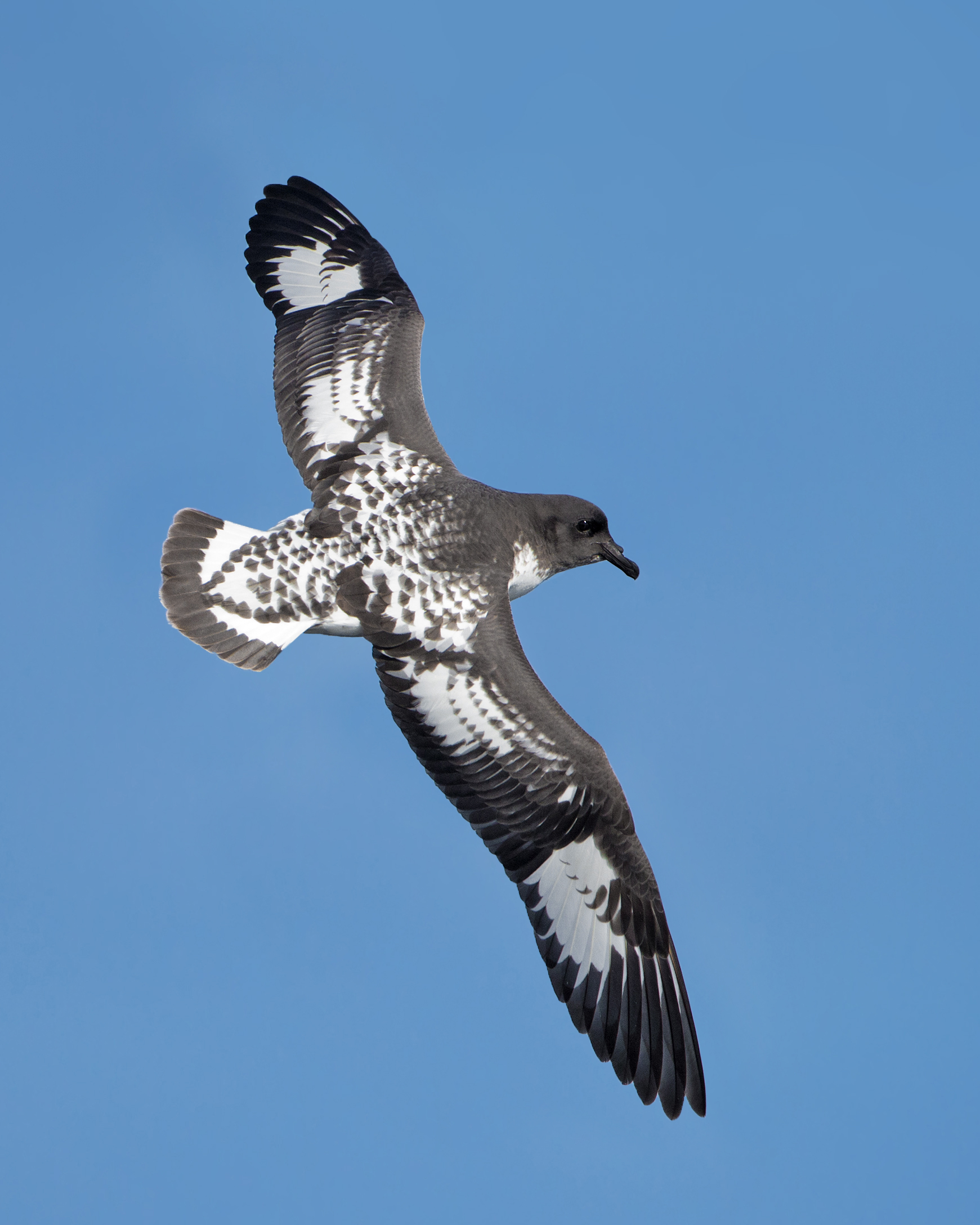
Пінтадо (Daption capense)
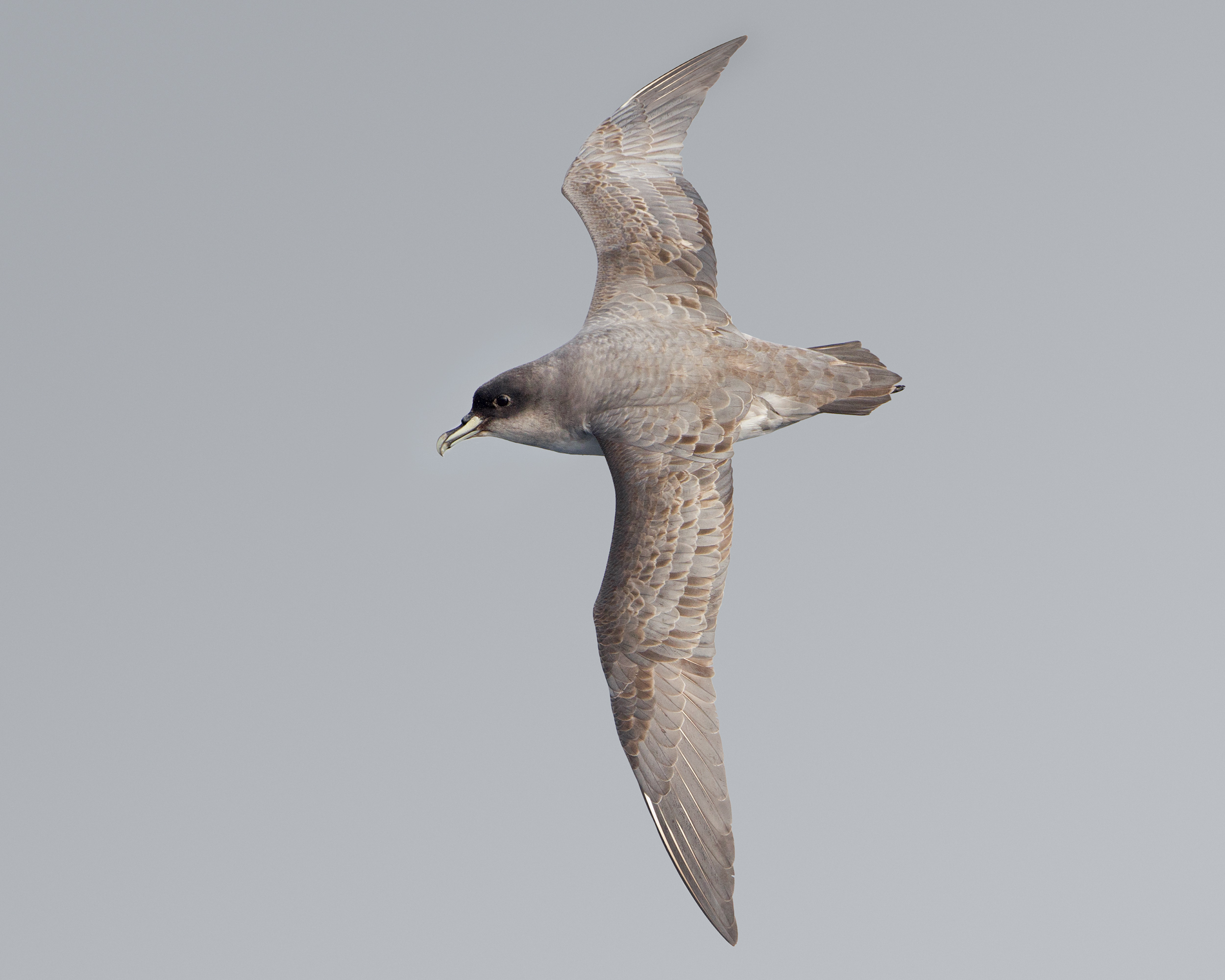
Буревісник сірий (Procellaria cinerea)
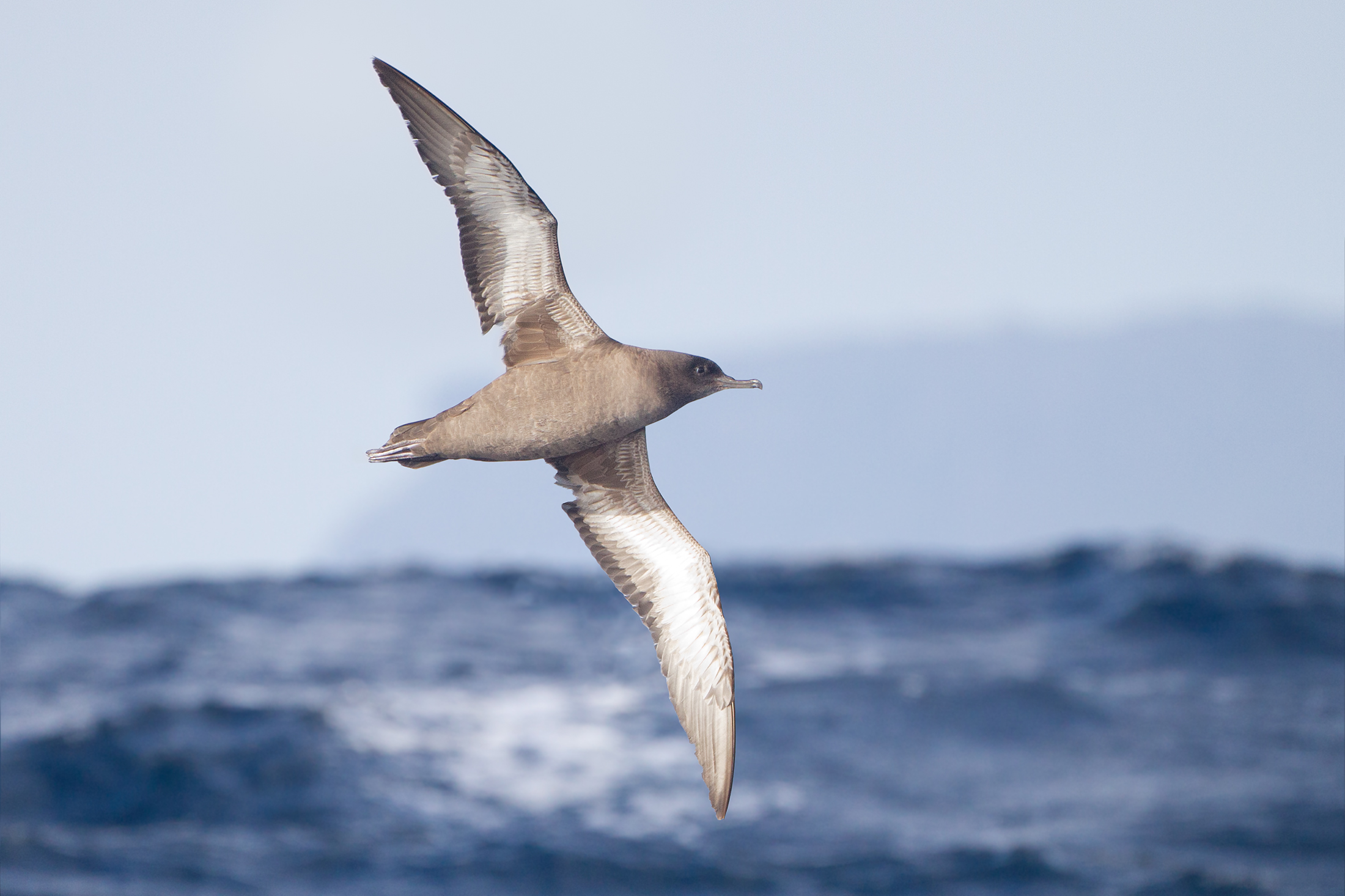
Буревісник сивий (Ardenna grisea)

## Лелекоподібні(Ciconiiformes)
Родина: Лелекові (Ciconiidae)
- Магуарі, Ciconia maguari (V)
- Ябіру неотропічний, Jabiru mycteria
- Міктерія, Mycteria americana

## Сулоподібні(Suliformes)
Родина: Фрегатові (Fregatidae)

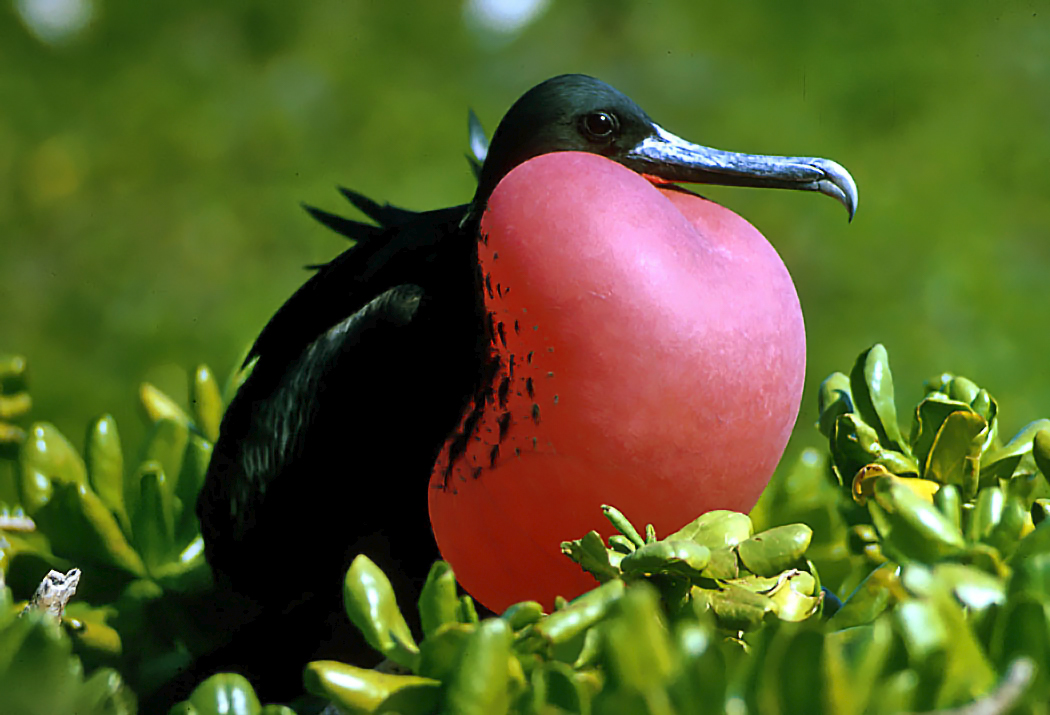
Фрегат карибський (Fregata magnificens)

- Фрегат карибський, Fregata magnificens
- Фрегат тихоокеанський, Fregata minor (H)

Родина: Сулові (Sulidae)

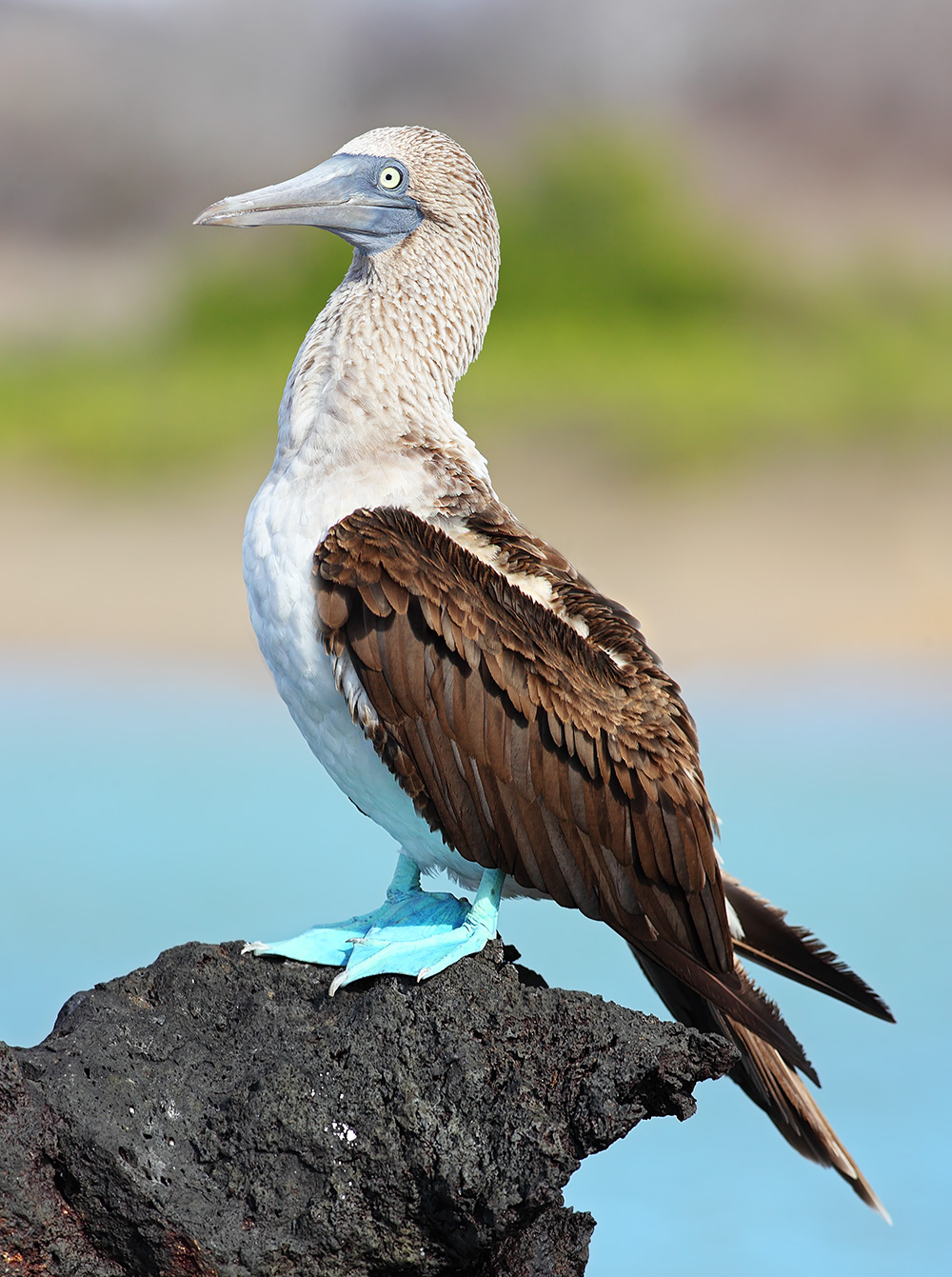
Сула блакитнонога (Sula nebouxii)

- Сула африканська, Morus capensis (V)
- Сула блакитнонога, Sula nebouxii
- Сула перуанська, Sula variegata
- Сула жовтодзьоба, Sula dactylatra
- Сула насканська, Sula granti
- Сула червононога, Sula sula (V)
- Сула білочерева, Sula leucogaster (V)

Родина: Змієшийкові (Anhingidae)
- Змієшийка американська, Anhinga anhinga

Родина: Бакланові (Phalacrocoracidae)
- Баклан червононогий, Phalacrocorax gaimardi
- Баклан бразильський, Phalacrocorax brasilianus
- Баклан перуанський, Phalacrocorax bougainvillii

## Пеліканоподібні(Pelecaniformes)
Родина: Пеліканові (Pelecanidae)
- Пелікан бурий, Pelecanus occidentalis
- Пелікан перуанський, Pelecanus thagus

Родина: Чаплеві (Ardeidae)
- Бушля рудошия, Tigrisoma lineatum
- Бушля чорношия, Tigrisoma fasciatum
- Бушля мексиканська, Tigrisoma mexicanum
- Агамія, Agamia agami
- Квак широкодзьобий, Cochlearius cochlearius
- Гова, Zebrilus undulatus
- Бугай строкатий, Botaurus pinnatus (H)
- Бугайчик американський, Ixobrychus exilis
- Бугайчик аргентинський, Ixobrychus involucris (V)
- Квак звичайний, Nycticorax nycticorax
- Квак чорногорлий, Nyctanassa violacea
- Чапля мангрова, Butorides striata
- Чапля єгипетська, Bubulcus ibis
- Кокої, Ardea cocoi
- Чепура велика, Ardea alba
- Чапля-свистун, Syrigma sibilatrix (V)
- Чапля неотропічна, Pilherodius pileatus
- Чепура трибарвна, Egretta tricolor
- Чепура рудошия, Egretta rufescens (V)
- Чепура американська, Egretta thula
- Чепура блакитна, Egretta caerulea

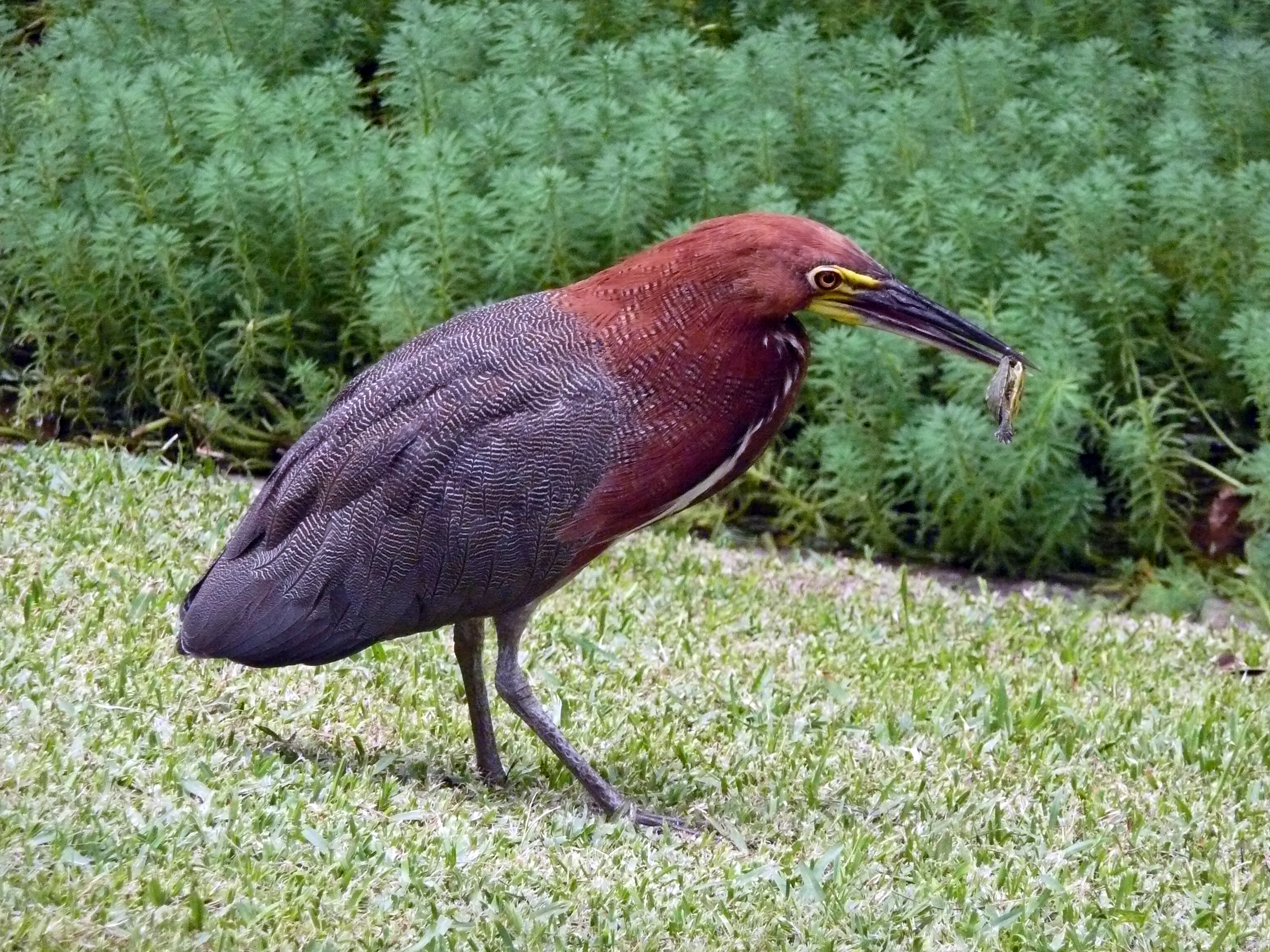
Бушля рудошия (Tigrisoma lineatum)
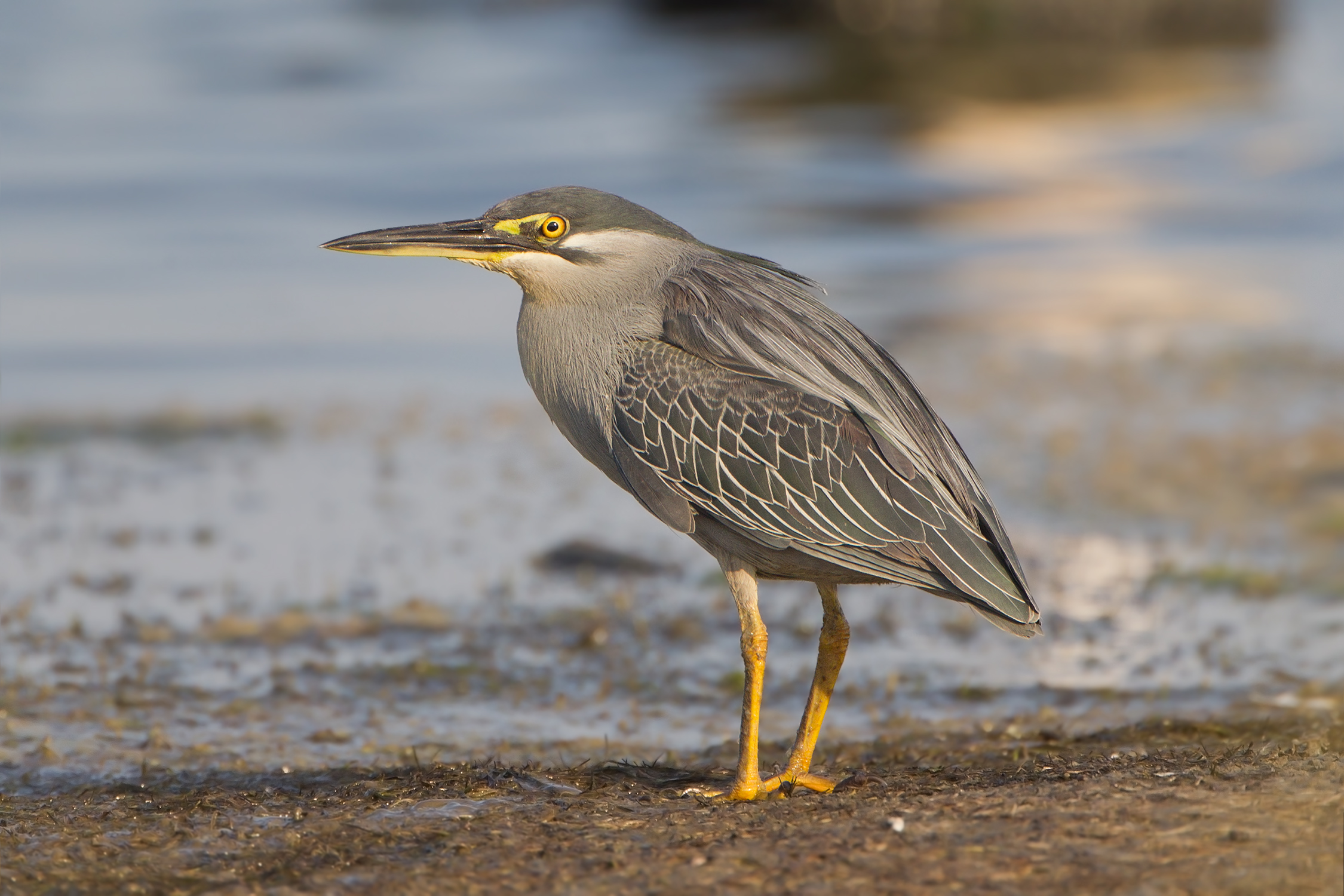
Чапля мангрова (Butorides striata)
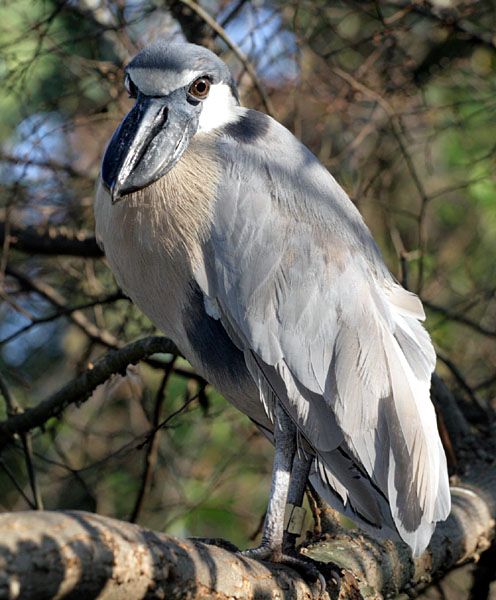
Квак широкодзьобий (Cochlearius cochlearius)

Родина: Ібісові (Threskiornithidae)
- Ібіс білий, Eudocimus albus

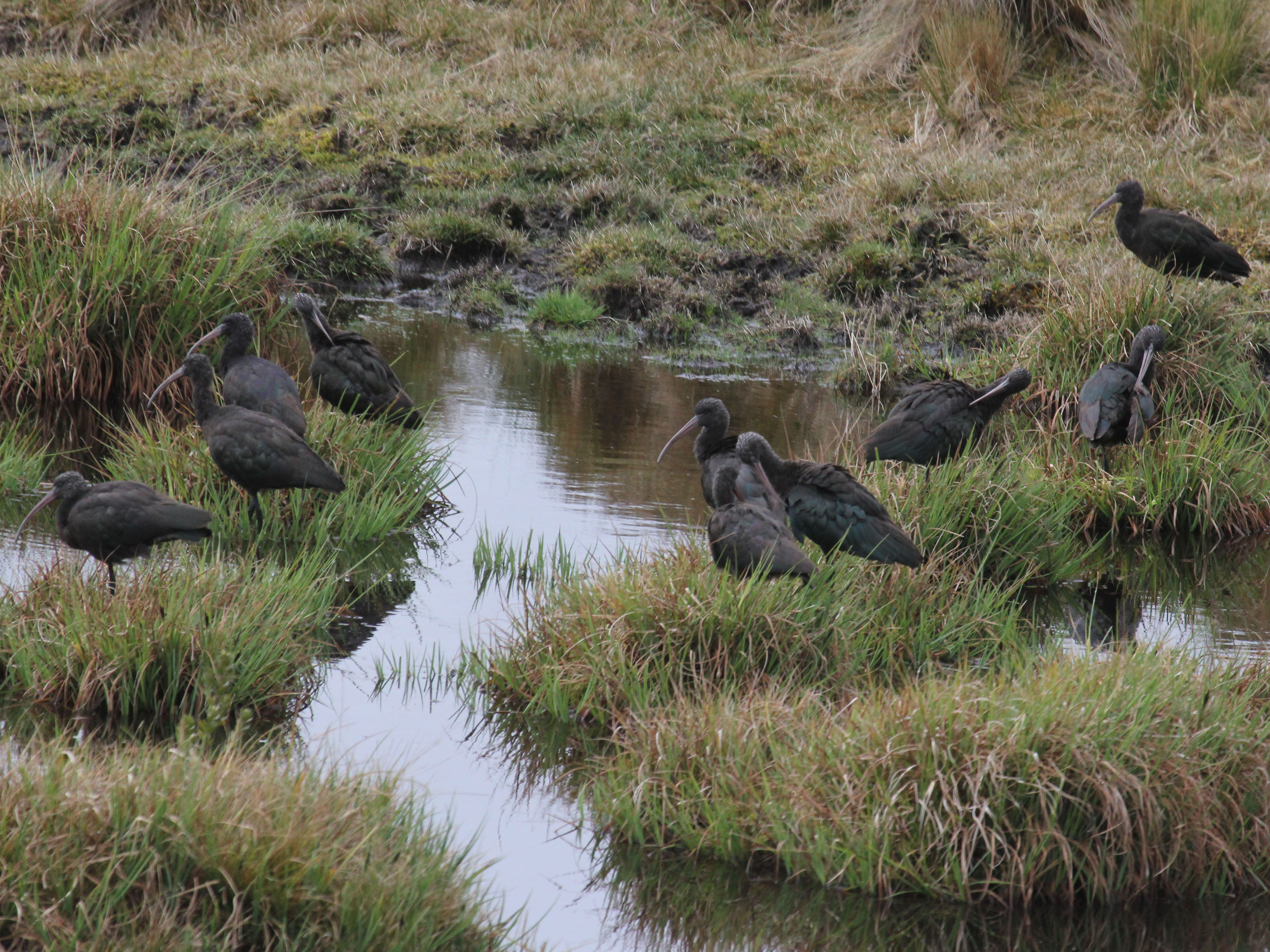
Тонкодзьобі коровайки (Plegadis ridgwayi)

- Ібіс червоний, Eudocimus ruber (V)
- Коровайка тонкодзьоба, Plegadis ridgwayi
- Ібіс каєнський, Mesembrinibis cayennensis
- Ібіс чорний, Phimosus infuscatus (V)
- Ібіс білокрилий, Theristicus caudatus (V)
- Theristicus branickii
- Ібіс сірокрилий, Theristicus melanopis
- Косар рожевий, Platalea ajaja

## Катартоподібні(Cathartiformes)
Родина: Катартові (Cathartidae)
- Кондор королівський, Sarcoramphus papa
- Кондор андійський, Vultur gryphus
- Урубу, Coragyps atratus
- Катарта червоноголова, Cathartes aura
- Катарта саванова, Cathartes burrovianus
- Катарта лісова, Cathartes melambrotus

## Яструбоподібні(Accipitriformes)
Родина: Скопові (Pandionidae)
- Скопа, Pandion haliaetus

Родина: Яструбові (Accipitridae)

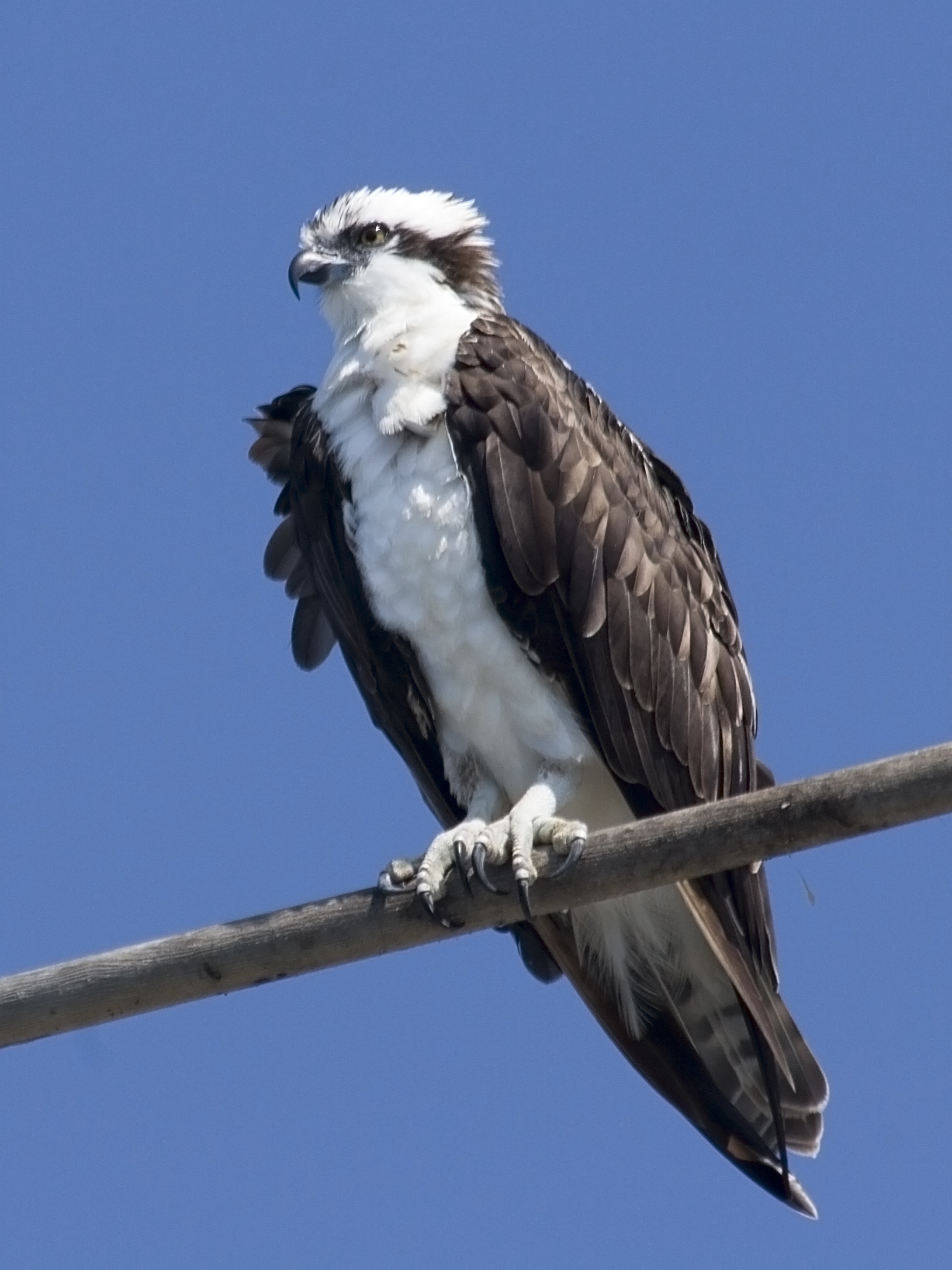
Скопа (Pandion haliaetus)

- Шуліка-крихітка, Gampsonyx swainsonii
- Шуліка білохвостий, Elanus leucurus
- Chondrohierax uncinatus
- Шуляк каєнський, Leptodon cayanensis
- Elanoides forficatus
- Гарпія гвіанська, Morphnus guianensis
- Гарпія велика, Harpia harpyja
- Spizaetus tyrannus
- Spizaetus melanoleucus
- Spizaetus ornatus
- Spizaetus isidori
- Канюк-рибалка, Busarellus nigricollis
- Шуліка-слимакоїд червоноокий, Rostrhamus sociabilis
- Helicolestes hamatus
- Harpagus bidentatus
- Ictinia mississippiensis (V)
- Ictinia plumbea
- Circus cinereus
- Circus buffoni (H)
- Яструб сірочеревий, Accipiter poliogaster
- Яструб-крихітка, Accipiter superciliosus
- Яструб венесуельський, Accipiter collaris
- Яструб неоарктичний, Accipiter striatus
- Яструб неотропічний, Accipiter bicolor
- Geranospiza caerulescens
- Buteogallus schistaceus
- Buteogallus anthracinus
- Buteogallus meridionalis
- Buteogallus urubitinga
- Buteogallus solitarius
- Канюк смугастогрудий, Morphnarchus princeps
- Канюк великодзьобий, Rupornis magnirostris
- Канюк пустельний, Parabuteo unicinctus
- Parabuteo leucorrhous
- Канюк білохвостий, Geranoaetus albicaudatus
- Geranoaetus polyosoma
- Агуя, Geranoaetus melanoleucus
- Pseudastur albicollis
- Pseudastur occidentalis
- Канюк чорноголовий, Leucopternis semiplumbeus (H)
- Канюк жовтодзьобий, Leucopternis melanops
- Канюк білобровий, Leucopternis kuhli
- Buteo nitidus
- Канюк ширококрилий, Buteo platypterus
- Buteo albigula
- Buteo brachyurus
- Канюк прерієвий, Buteo swainsoni (V)
- Buteo albonotatus

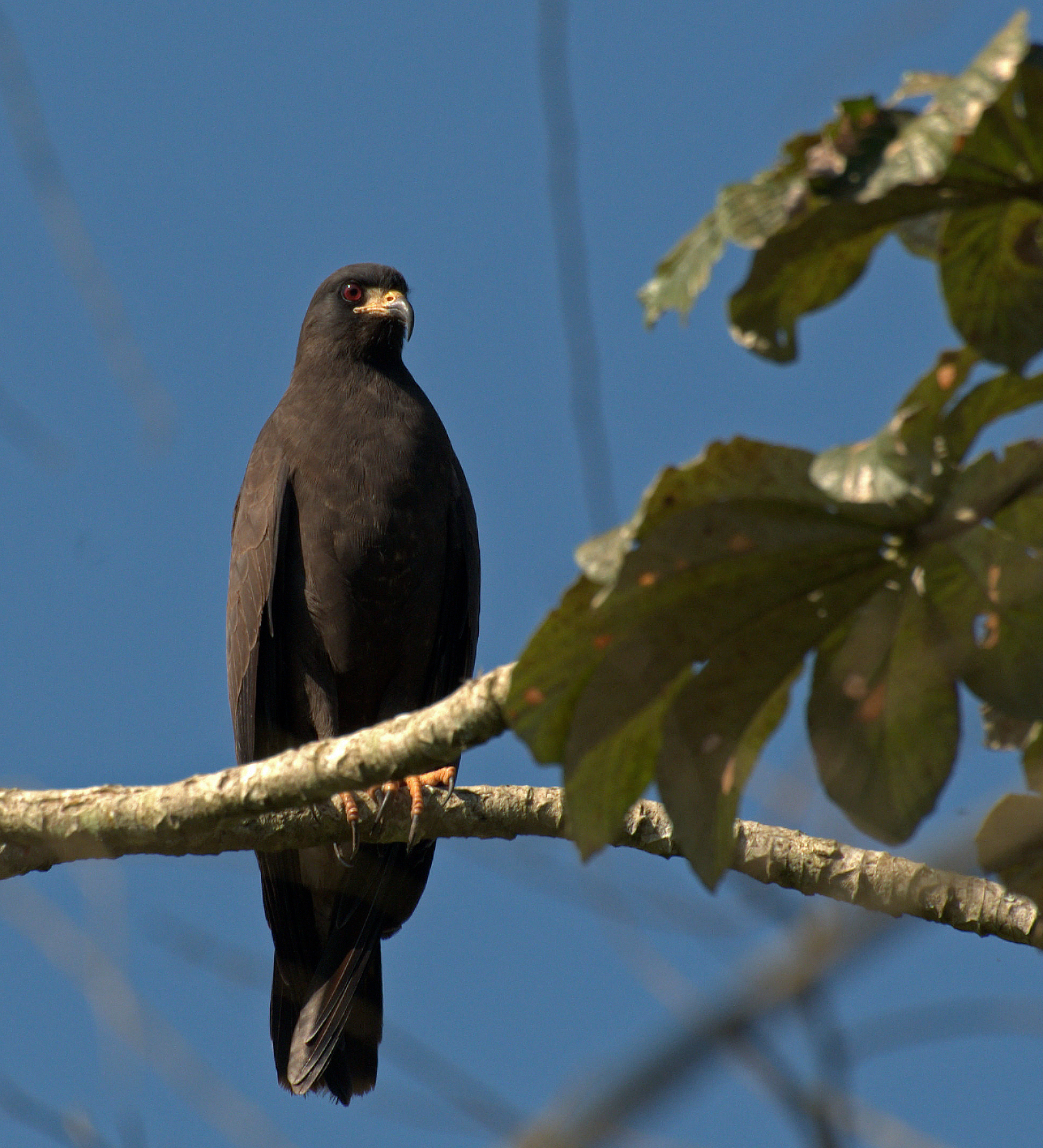
Шуліка-слимакоїд червоноокий (Rostrhamus sociabilis)
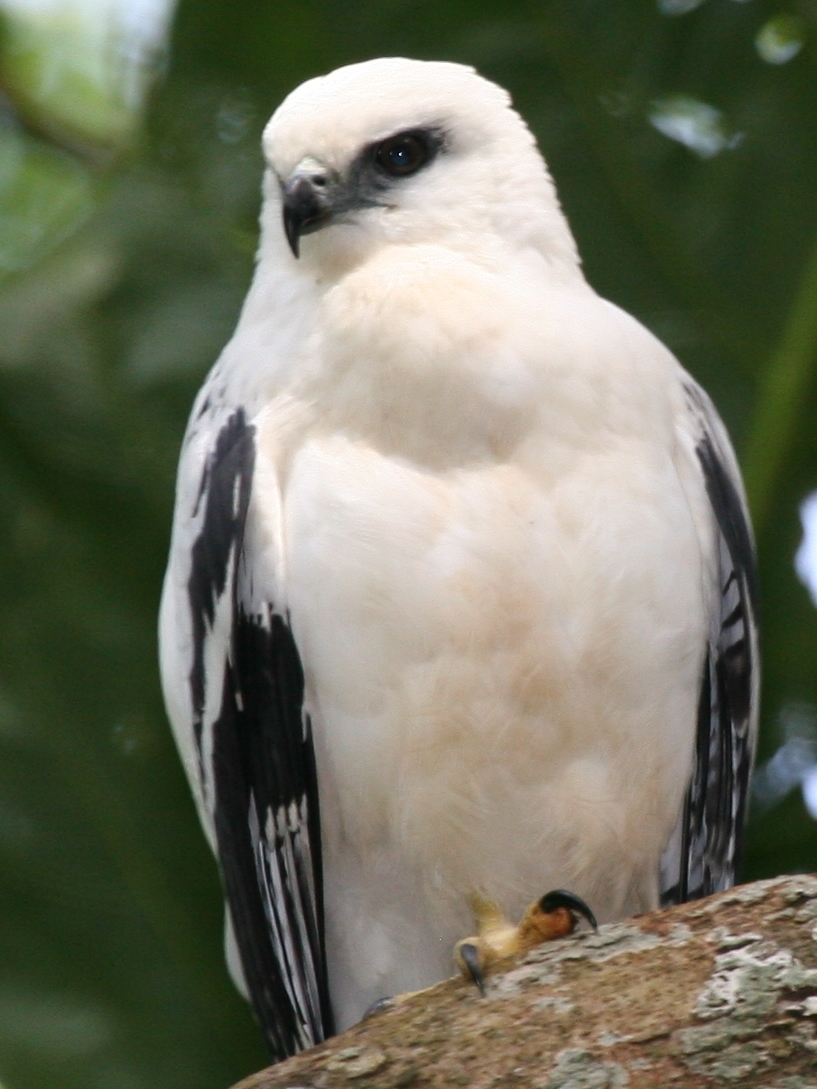
Канюк білий (Pseudastur albicollis)
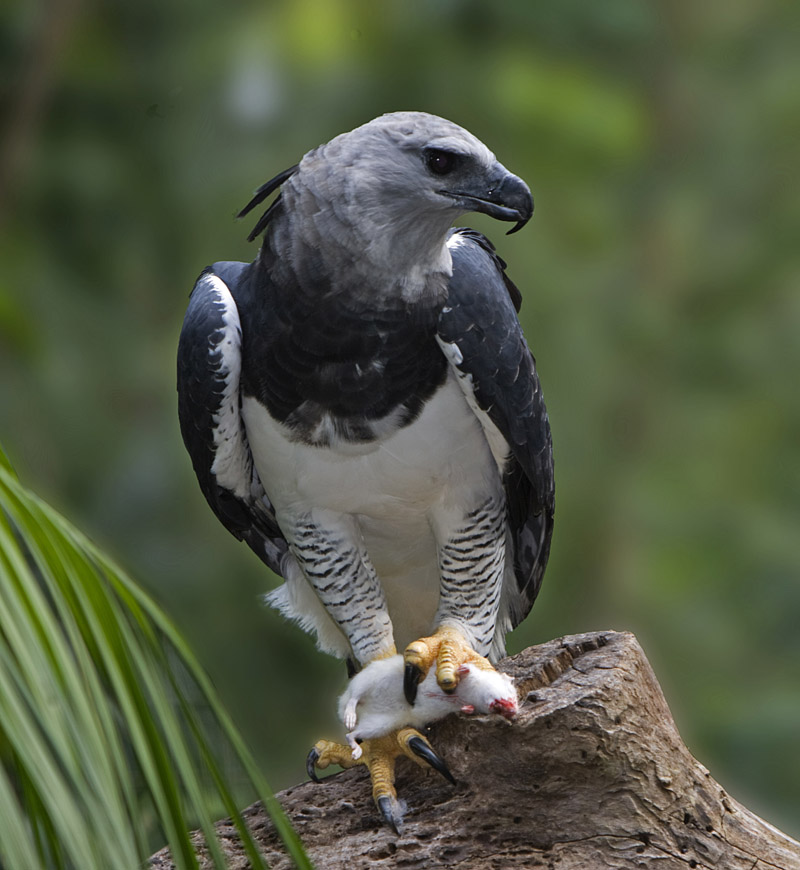
Гарпія велика (Harpia harpyja)

## Совоподібні(Strigiformes)
Родина: Сипухові (Tytonidae)
- Сипуха крапчаста, Tyto alba

Родина: Совові (Strigidae)
- Сплюшка білогорла, Megascops albogularis
- Сплюшка неотропічна, Megascops choliba
- Сплюшка високогірна, Megascops koepckeae (Е)
- Сплюшка андійська, Megascops ingens
- Сплюшка еквадорська, Megascops petersoni
- Сплюшка кордильєрська, Megascops marshalli
- Сплюшка нагірна, Megascops roraimae
- Сплюшка чагарникова, Megascops roboratus
- Сплюшка амазонійська, Megascops watsonii
- Сова-рогань бура, Lophostrix cristata
- Сова вохристочерева, Pulsatrix perspicillata
- Сова рудовола, Pulsatrix melanota
- Пугач віргінський, Bubo virginianus
- Сова-лісовик бура, Ciccaba virgata
- Сова-лісовик строката, Ciccaba nigrolineata
- Сова-лісовик смугаста, Ciccaba huhula
- Сова-лісовик руда, Ciccaba albitarsis
- Сичик-горобець андійський, Glaucidium jardinii
- Сичик-горобець болівійський, Glaucidium bolivianum
- Сичик-горобець бурий, Glaucidium parkeri
- Сичик-горобець бразильський, Glaucidium hardyi
- Сичик-горобець рудий, Glaucidium brasilianum
- Сичик-горобець перуанський, Glaucidium peruanum
- Сичик-ельф перуанський, Xenoglaux loweryi (E)
- Сич американський, Athene cunicularia
- Сич вохристолобий, Aegolius harrisii
- Сова-крикун, Asio clamator
- Сова темна, Asio stygius
- Сова болотяна, Asio flammeus

## Трогоноподібні(Trogoniformes)
Родина: Трогонові (Trogonidae)
- Квезал червонодзьобий, Pharomachrus pavoninus
- Квезал андійський, Pharomachrus auriceps
- Квезал чубатолобий, Pharomachrus antisianus
- Трогон еквадорський, Trogon mesurus
- Трогон чорнохвостий, Trogon melanurus
- Трогон синьоволий, Trogon viridis
- Трогон синьоголовий, Trogon caligatus
- Трогон амазонійський, Trogon ramonianus
- Курукуї, Trogon curucui
- Трогон жовтогрудий, Trogon rufus
- Трогон темноволий, Trogon collaris
- Трогон масковий, Trogon personatus

## Сиворакшоподібні(Coraciiformes)
Родина: Момотові (Momotidae)
- Момот широкодзьобий, Electron platyrhynchum
- Момот амазонійський, Baryphthengus martii
- Момот іржасточеревий, Momotus subrufescens
- Момот чорнощокий, Momotus momota
- Момот великий, Momotus aequatorialis

Родина: Рибалочкові (Alcedinidae)
- Megaceryle torquatus
- Рибалочка амазонійський, Chloroceryle amazona
- Рибалочка карликовий, Chloroceryle aenea
- Рибалочка зелений, Chloroceryle americana
- Рибалочка рудогрудий, Chloroceryle inda

## Дятлоподібні(Piciformes)
Родина: Якамарові (Galbulidae)
- Якамара-куцохвіст колумбійська, Galbalcyrhynchus leucotis
- Якамара-куцохвіст каштанова, Galbalcyrhynchus purusianus
- Якамара білогорла, Brachygalba albogularis
- Якамара бура, Brachygalba lugubris
- Якамара жовтодзьоба, Galbula albirostris
- Якамара синьоголова, Galbula cyanicollis
- Якамара еквадорська, Galbula tombacea
- Якамара синьолоба, Galbula cyanescens
- Якамара вогнистогруда, Galbula pastazae (H)
- Якамара пурпурова, Galbula chalcothorax
- Якамара білочерева, Galbula leucogastra
- Якамара турмалінова, Galbula dea
- Якамара велика, Jacamerops aureus

Родина: Лінивкові (Bucconidae)
- Лінивка-строкатка білошия, Notharchus hyperrhynchus
- Лінивка-строкатка буровола, Notharchus ordii
- Лінивка-строкатка маскова, Notharchus tectus
- Лінивка довгопала, Bucco macrodactylus
- Лінивка плямистогруда, Bucco tamatia
- Лінивка рудоголова, Bucco capensis
- Лінивка-смугохвіст панамська, Nystalus radiatus
- Лінивка-смугохвіст західна, Nystalus obamai
- Лінивка-смугохвіст чорнощока, Nystalus chacuru
- Таматія світлогруда, Malacoptila fusca
- Таматія болівійська, Malacoptila semicincta
- Таматія рудошия, Malacoptila rufa
- Таматія панамська, Malacoptila panamensis
- Таматія андійська, Malacoptila fulvogularis
- Лінивка мала, Micromonacha lanceolata
- Лінивка-коротун сіроголова, Nonnula rubecula
- Лінивка-коротун сірошия, Nonnula sclateri
- Лінивка-коротун бура, Nonnula brunnea
- Лінивка-коротун сірощока, Nonnula ruficapilla
- Лінивка білолоба, Hapaloptila castanea
- Лінивка-чорнопер червонодзьоба, Monasa nigrifrons
- Лінивка-чорнопер білолоба, Monasa morphoeus
- Лінивка-чорнопер жовтодзьоба, Monasa flavirostris
- Лінивка ластівкова, Chelidoptera tenebrosa

Родина: Бородаткові (Capitonidae)
- Бородатка оливкова, Capito aurovirens
- Бородатка червоновола, Capito wallacei (E)
- Бородатка золотиста, Capito auratus
- Евбуко золотогорлий, Eubucco richardsoni
- Евбуко перуанський, Eubucco tucinkae
- Евбуко андійський, Eubucco bourcierii
- Евбуко багатобарвний, Eubucco versicolor

Родина: Туканові (Ramphastidae)
- Тукан великий, Ramphastos toco (H)
- Тукан жовтошиїй, Ramphastos ambiguus
- Тукан червонодзьобий, Ramphastos tucanus
- Тукан гірський, Ramphastos brevis (V)
- Тукан чорнодзьобий, Ramphastos vitellinus
- Тукан білогорлий, Aulacorhynchus albivitta
- Тукан амазонійський, Aulacorhynchus derbianus
- Тукан жовтобровий, Aulacorhynchus huallagae (E)
- Тукан жовтоокий, Aulacorhynchus coeruleicinctis
- Андигена блакитна, Andigena hypoglauca
- Андигена зеленодзьоба, Andigena cucullata
- Андигена білощока, Andigena nigrirostris
- Тукан перуанський, Selenidera reinwardtii
- Аракарі синьобровий, Pteroglossus inscriptus
- Аракарі плямистоволий, Pteroglossus torquatus
- Аракарі каштановошиїй, Pteroglossus castanotis
- Аракарі смугастоволий, Pteroglossus pluricinctus
- Аракарі чорногрудий, Pteroglossus azara
- Аракарі кучерявий, Pteroglossus beauharnaesii

Родина: Дятлові (Picidae)
- Добаш золотолобий, Picumnus aurifrons
- Добаш смугастогрудий, Picumnus lafresnayi
- Добаш еквадорський, Picumnus sclateri
- Добаш перуанський, Picumnus steindachneri (E)
- Добаш плямистобокий, Picumnus dorbignyanus
- Добаш болівійський, Picumnus albosquamatus
- Добаш рудогрудий, Picumnus rufiventris
- Добаш андійський, Picumnus castelnau
- Добаш вохристогорлий, Picumnus subtilis
- Добаш оливковий, Picumnus olivaceus
- Гіла біла, Melanerpes candidus (H)
- Melanerpes cruentatus
- Melanerpes pucherani
- Dryobates fumigatus
- Дзьоган червоногузий, Veniliornis kirkii
- Дзьоган малий, Veniliornis passerinus
- Дзьоган вогнистокрилий, Veniliornis callonotus
- Дзьоган жовточеревий, Veniliornis dignus
- Дзьоган смугасточеревий, Veniliornis nigriceps
- Дзьоган червонокрилий, Veniliornis affinis
- Campephilus pollens
- Campephilus haematogaster
- Campephilus rubricollis
- Campephilus melanoleucos
- Campephilus gayaquilensis
- Dryocopus lineatus
- Celeus torquatus
- Celeus grammicus
- Celeus flavus
- Celeus spectabilis
- Celeus elegans
- Дятел-смугань білогорлий, Piculus leucolaemus
- Дятел-смугань жовтогорлий, Piculus flavigula
- Дятел-смугань жовтовусий, Piculus chrysochloros
- Colaptes rubiginosus
- Colaptes rivolii
- Colaptes atricollis (E)
- Colaptes punctigula
- Colaptes rupicola

## Соколоподібні(Falconiformes)
Родина: Соколові (Falconidae)
- Макагуа, Herpetotheres cachinnans

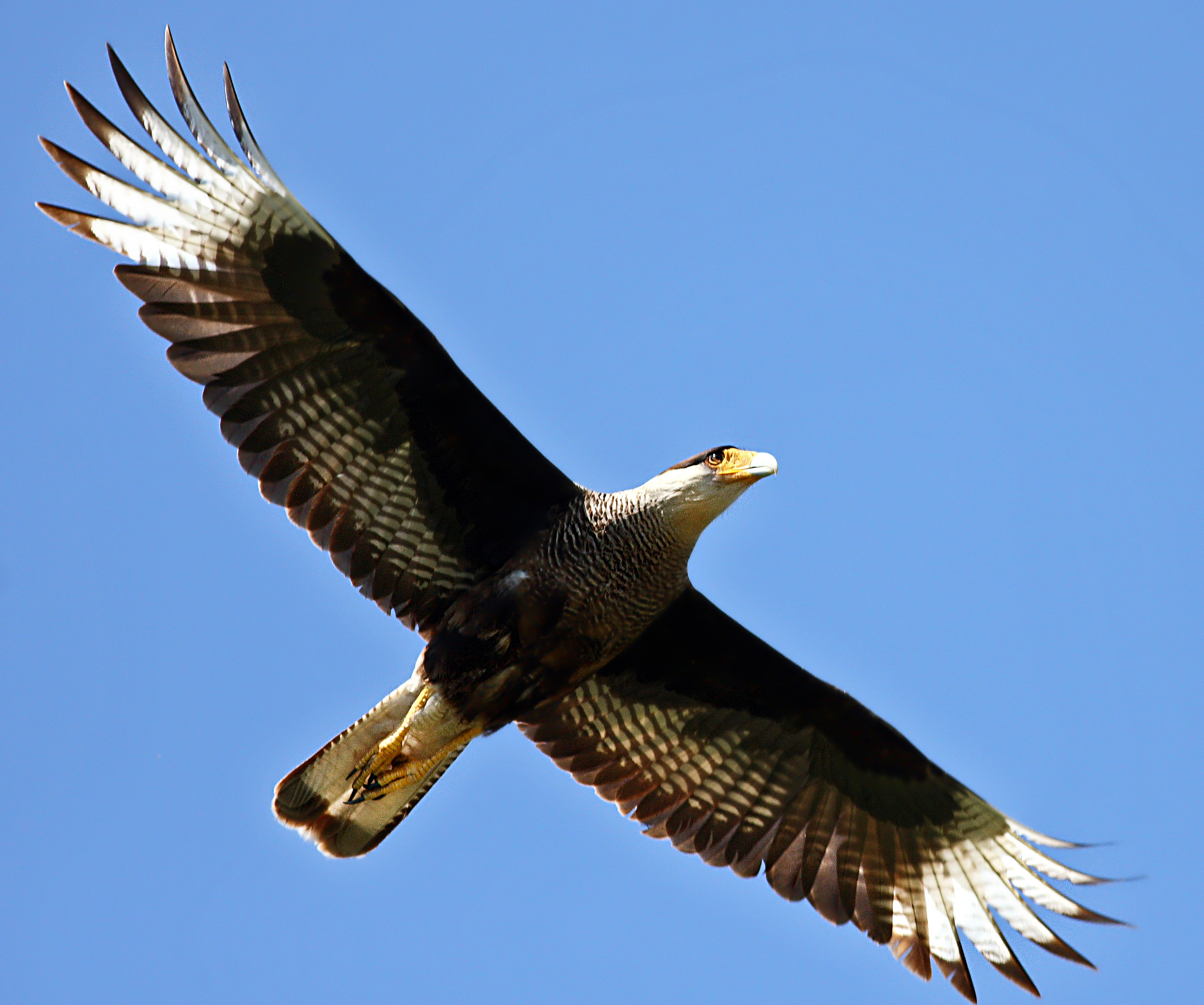
Каракара аргентинська (Caracara plancus)

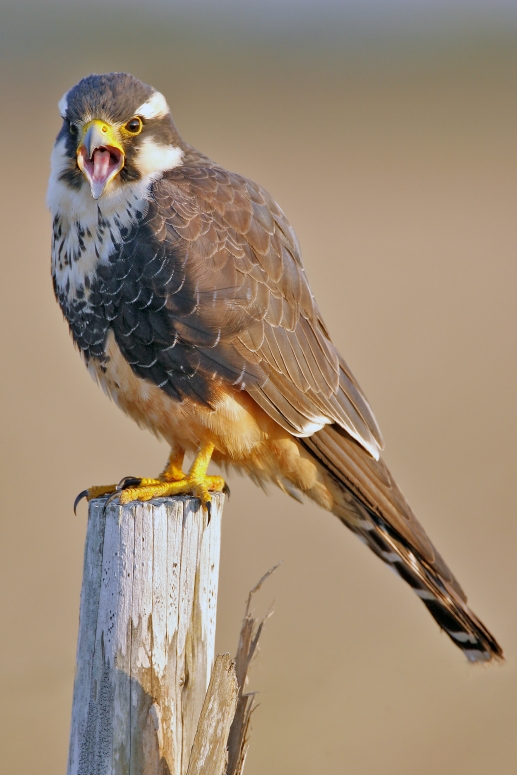
Сокіл мексиканський (Falco femoralis)

- Рарія бразильська, Micrastur ruficollis
- Рарія венесуельська, Micrastur gilvicollis
- Рарія білочерева, Micrastur mirandollei
- Рарія білошия, Micrastur semitorquatus
- Рарія амазонійська, Micrastur buckleyi
- Каракара аргентинська, Caracara plancus
- Каракара червоногорла (Ibycter americanus)
- Каракара андійська, Phalcoboenus megalopterus
- Каракара чорна, Daptrius ater
- Хімахіма, Milvago chimachima
- Боривітер американський, Falco sparverius
- Підсоколик малий, Falco columbarius
- Підсоколик смугастогрудий, Falco rufigularis
- Підсоколик рудогрудий, Falco deiroleucus
- Сокіл мексиканський, Falco femoralis
- Сапсан, Falco peregrinus

## Папугоподібні(Psittaciformes)
Родина: Папугові (Psittacidae)
- Папуга синьокрилий, Touit huetii
- Папуга бразильський, Touit purpuratus
- Папуга бурокрилий, Touit stictopterus
- Папуга гірський, Psilopsiagon aurifrons
- Катіта панамський, Bolborhynchus lineola
- Катіта андійський, Bolborhynchus orbygnesius
- Тепуї перуанський, Nannopsittaca dachilleae
- Тіріка жовтолобий, Brotogeris sanctithomae
- Тіріка амазонійський, Brotogeris versicolurus
- Тіріка сірощокий, Brotogeris pyrrhoptera
- Тіріка синьокрилий, Brotogeris cyanoptera
- Амазон-карлик червонолобий, Hapalopsittaca pyrrhops
- Амазон-карлик чорнокрилий, Hapalopsittaca melanotis
- Каїка жовтощокий, Pyrilia barrabandi
- Папуга-червоногуз зеленоголовий, Pionus sordidus
- Папуга-червоногуз пурпурововолий, Pionus tumultuosus
- Папуга-червоногуз пурпурововолий, Pionus seniloides
- Папуга-червоногуз синьоголовий, Pionus menstruus
- Папуга-червоногуз бронзовокрилий, Pionus chalcopterus
- Папуга короткохвостий, Graydidascalus brachyurus
- Амазон червонолобий, Amazona festiva
- Амазон тринідадський, Amazona ochrocephala
- Амазон синьолобий, Amazona aestiva (V)
- Амазон жовтолобий, Amazona farinosa
- Амазон венесуельський, Amazona amazonica
- Амазон андійський, Amazona mercenarius
- Папуга-горобець темнодзьобий, Forpus modestus
- Forpus crassirostris
- Папуга-горобець еквадорський, Forpus coelestis
- Папуга-горобець жовтощокий, Forpus xanthops (E)
- Папуга-горобець синьокрилий, Forpus xanthopterygius
- Папуга-білочеревець чорноголовий, Pionites melanocephalus
- Папуга-білочеревець рудоголовий, Pionites leucogaster
- Папуга білолобий, Deroptyus accipitrinus
- Котора червонолобий, Pyrrhura roseifrons
- Котора темнохвостий, Pyrrhura melanura
- Котора перуанський, Pyrrhura rupicola
- Котора білошиїй, Pyrrhura albipectus (H)
- Аратинга бразильський, Eupsittula aurea
- Аратинга сіроголовий, Aratinga weddellii
- Ара жовтощокий, Orthopsittaca manilatus
- Маракана гірський, Primolius couloni
- Араурана, Ara ararauna
- Ара синьокрилий, Ara severus
- Ара зелений, Ara militaris
- Араканга, Ara macao
- Ара червоно-зелений, Ara chloropterus
- Папуга андійський, Leptosittaca branickii
- Ара червоноплечий, Diopsittaca nobilis
- Аратинга андійський, Psittacara frontatus
- Аратинга червонощокий, Psittacara mitratus
- Аратинга червоноголовий, Psittacara erythrogenys
- Аратинга венесуельський, Psittacara leucophthalmus

## Горобцеподібні(Passeriformes)
Родина: Сорокушові (Thamnophilidae)
- Мурахолюб рудогузий, Euchrepomis callinota
- Мурахолюб жовточеревий, Euchrepomis humeralis
- Мурахолюб жовтогузий, Euchrepomis sharpei
- Мурахолюб червоногузий, Euchrepomis spodioptila (H)
- Колючник смугастий, Cymbilaimus lineatus
- Колючник чубатий, Cymbilaimus sanctaemariae
- Кущівник-чубань західний, Frederickena unduliger
- Кущівник-чубань перуанський, Frederickena fulva
- Тараба, Taraba major
- Сорокуш-малюк північний, Sakesphorus canadensis
- Сорокуш смугастий, Thamnophilus doliatus
- Сорокуш рудоголовий, Thamnophilus ruficapillus
- Сорокуш світлочеревий, Thamnophilus zarumae
- Сорокуш андійський, Thamnophilus tenuepunctatus
- Сорокуш рудоспинний, Thamnophilus palliatus
- Сорокуш-малюк білошиїй, Thamnophilus bernardi
- Сорокуш низинний, Thamnophilus atrinucha
- Сорокуш чорноголовий, Thamnophilus schistaceus
- Сорокуш сріблястий, Thamnophilus murinus
- Сорокуш білоспинний, Thamnophilus cryptoleucus
- Сорокуш плямистий, Thamnophilus punctatus
- Сорокуш сірий, Thamnophilus caerulescens
- Сорокуш жовтоокий, Thamnophilus unicolor
- Сорокуш білоплечий, Thamnophilus aethiops
- Сорокуш нагірний, Thamnophilus aroyae
- Сорокуш амазонійський, Thamnophilus amazonicus
- Сорокуш перуанський, Thamnophilus divisorius
- Кущівник перлистий, Megastictus margaritatus
- Кущівник чорний, Neoctantes niger
- Кущівник перуанський, Thamnistes rufescens
- Батарито лісовий, Dysithamnus mentalis
- Батарито схиловий, Dysithamnus occidentalis (H)
- Батарито строкатоволий, Dysithamnus leucostictus
- Кущівник сірий, Thamnomanes ardesiacus
- Кущівник чорногорлий, Thamnomanes saturninus
- Кущівник шиферний, Thamnomanes caesius
- Кущівник західний, Thamnomanes schistogynus
- Кадук плямистохвостий, Isleria hauxwelli
- Кущівник-тонкодзьоб, Pygiptila stellaris
- Кадук білоокий, Epinecrophylla leucophthalma
- Кадук перуанський, Epinecrophylla haematonota
- Epinecrophylla amazonica
- Кадук сіроволий, Epinecrophylla spodionota
- Кадук чорногорлий, Epinecrophylla ornata
- Кадук рудохвостий, Epinecrophylla erythrura
- Кадук карликовий, Myrmotherula brachyura
- Кадук панамський, Myrmotherula ignota
- Кадук жовточеревий, Myrmotherula sclateri
- Кадук чагарниковий, Myrmotherula multostriata
- Кадук венесуельський, Myrmotherula cherriei
- Кадук строкатий, Myrmotherula longicauda
- Кадук білобокий, Myrmotherula axillaris
- Кадук темноволий, Myrmotherula schisticolor
- Кадук сунський, Myrmotherula sunensis
- Кадук амазонійський, Myrmotherula longipennis
- Кадук бразильський, Myrmotherula iheringi
- Кадук лапаський, Myrmotherula grisea
- Кадук сивий, Myrmotherula menetriesii
- Кадук сірий, Myrmotherula assimilis
- Кадук жовтосмугий, Dichrozona cincta
- Каатинга сан-мартинська, Herpsilochmus parkeri (E)
- Каатинга гуануцька, Herpsilochmus motacilloides (E)
- Каатинга амазонійська, Herpsilochmus dugandi
- Каатинга жовтоброва, Herpsilochmus gentryi
- Каатинга жовтовола, Herpsilochmus axillaris
- Каатинга рудокрила, Herpsilochmus frater
- Каатинга плямистокрила, Microrhopias quixensis
- Рестинга бура, Formicivora grisea
- Рестинга руда, Formicivora rufa
- Тілугі строкатоголовий, Drymophila devillei
- Тілугі андійський, Drymophila striaticeps
- Мурав'янка-прудкокрил перуанська, Hypocnemis peruviana
- Мурав'янка-прудкокрил жовтовола, Hypocnemis subflava
- Мурав'янка-прудкокрил жовтоброва, Hypocnemis hypoxantha
- Ману чорний, Cercomacroides serva
- Ману темний, Cercomacroides nigrescens
- Ману береговий, Cercomacroides fuscicauda
- Ману перуанський, Cercomacra manu
- Ману сірий, Cercomacra cinerascens
- Pyriglena maura
- Гормігуеро білобровий, Myrmoborus leucophrys
- Гормігуеро білочеревий, Myrmoborus lugubris
- Гормігуеро чорнощокий, Myrmoborus myotherinus
- Гормігуеро чорний, Myrmoborus melanurus
- Аляпі чубатий, Myrmoborus lophotes
- Мурав'янка-струмовик північна, Hypocnemoides melanopogon
- Мурав'янка-струмовик південна, Hypocnemoides maculicauda
- Myrmochanes hemileucus
- Аляпі сріблястий, Sclateria naevia
- Аляпі рудоголовий, Percnostola rufifrons
- Альпагуайо, Percnostola arenarum (E)
- Покривник білоплечий, Percnostola melanoceps
- Покривник червоноокий, Percnostola goeldii
- Покривник темний, Percnostola fortis
- Покривник амазонійський, Myrmelastes hyperythrus
- Аляпі темний, Myrmelastes schistaceus
- Аляпі плямистокрилий, Myrmelastes leucostigma
- Аляпі гумаїтський, Myrmelastes humaythae (H)
- Аляпі перуанський, Myrmelastes brunneiceps
- Ampelornis griseiceps
- Покривник бурохвостий, Sciaphylax hemimelaena
- Покривник іржастий, Sciaphylax castanea
- Покривник андійський, Myrmoderus eowilsoni (E)
- Покривник чорногорлий, Myrmophylax atrothorax
- Мурав'янка сірочерева, Myrmornis torquata
- Аракура білочуба, Pithys albifrons
- Аракура еквадорська, Pithys castaneus (E)
- Мурав'янка білощока, Gymnopithys leucaspis
- Мурав'янка сиза, Oneillornis salvini
- Мурав'янка чорнохвоста, Oneillornis lunulatus
- Окулярек волосочубий, Rhegmatorhina melanosticta
- Мурав'янка-куцохвіст гвіанська, Hylophylax naevius
- Мурав'янка-куцохвіст цяткована, Hylophylax punctulatus
- Мурав'янка-куцохвіст велика, Willisornis poecilinotus
- Рудоок плямистий, Phlegopsis nigromaculata
- Рудоок чорний, Phlegopsis erythroptera

Родина: Melanopareiidae
- Тапакуло маранонський, Melanopareia maranonica
- Тапакуло рудокрилий, Melanopareia elegans

Родина: Гусеницеїдові (Conopophagidae)
- Гусеницеїд золотистий, Conopophaga aurita
- Гусеницеїд сірошиїй, Conopophaga peruviana
- Гусеницеїд рудолобий, Conopophaga castaneiceps
- Гусеницеїд сіроволий, Conopophaga ardesiaca

Родина: Grallariidae
- Мурашниця смугаста, Grallaria squamigera
- Мурашниця королівська, Grallaria varia
- Мурашниця гватемальська, Grallaria guatimalensis
- Мурашниця бура, Grallaria haplonota
- Мурашниця рудогорла, Grallaria dignissima
- Мурашниця прудка, Grallaria eludens
- Мурашниця рудоголова, Grallaria ruficapilla
- Мурашниця чагарникова, Grallaria watkinsi
- Мурашниця перуанська, Grallaria andicolus
- Йокотоко, Grallaria ridgelyi (EN)
- Мурашниця бамбукова, Grallaria nuchalis
- Мурашниця червоноока, Grallaria carrikeri (E)
- Мурашниця білогорла, Grallaria albigula
- Мурашниця білочерева, Grallaria hypoleuca
- Мурашниця темноголова, Grallaria przewalskii (E)
- Мурашниця гуануцька, Grallaria capitalis (E)
- Мурашниця кускійська, Grallaria erythroleuca (E)
- Grallaria saturata
- Grallaria cajamarcae (E)
- Grallaria gravesi (E)
- Grallaria oneilli (E)
- Grallaria obscura (E)
- Grallaria occabambae (E)
- Grallaria sinaensis
- Мурашниця каштанова, Grallaria blakei (E)
- Мурашниця гірська, Grallaria quitensis
- Мурашниця рудощока, Grallaria erythrotis
- Мурашниця плямиста, Hylopezus macularius
- Мурашниця сірощока, Hylopezus fulviventris
- Мурашниця амазонійська, Hylopezus berlepschi
- Торорої малий, Myrmothera campanisona
- Понгіто мінливобарвний, Grallaricula flavirostris
- Понгіто перуанський, Grallaricula peruviana
- Понгіто бурий, Grallaricula ochraceifrons (E)
- Понгіто гірський, Grallaricula leymebambae
- Понгіто сіроголовий, Grallaricula nana

Родина: Галітові (Rhinocryptidae)
- Тапакуло каштановий, Liosceles thoracicus
- Тапакуло цяткований, Acropternis orthonyx
- Тапакуло довгохвостий, Myornis senilis
- Тапакуло анкаський, Scytalopus affinis (E)
- Scytalopus krabbei (E)
- Scytalopus androstictus
- Тапакуло захмарний, Scytalopus simonsi
- Тапакуло діадемовий, Scytalopus schulenbergi
- Тапакуло ельфовий, Scytalopus urubambae (E)
- Scytalopus whitneyi (E)
- Scytalopus frankeae (E)
- Тапакуло рудогузий, Scytalopus altirostris (E)
- Тапакуло каштановочеревий, Scytalopus parvirostris
- Тапакуло болівійський, Scytalopus bolivianus
- Тапакуло гірський, Scytalopus atratus
- Тапакуло колумбійський, Scytalopus micropterus
- Тапакуло перуанський, Scytalopus femoralis (E)
- Scytalopus intermedius (E)
- Тапакуло великий, Scytalopus macropus (E)
- Scytalopus gettyae (E)
- Тапакуло сизий, Scytalopus unicolor (E)
- Тапакуло шиферний, Scytalopus acutirostris (E)
- Тапакуло чорний, Scytalopus latrans
- Тапакуло сірий, Scytalopus parkeri

Родина: Мурахоловові (Formicariidae)
- Мурахолов рудоголовий, Formicarius colma
- Мурахолов рудошиїй, Formicarius analis
- Мурахолов рудолобий, Formicarius rufifrons
- Мурахолов рудоволий, Formicarius rufipectus
- Товака бурогуза, Chamaeza campanisona
- Товака велика, Chamaeza nobilis
- Товака смугаста, Chamaeza mollissima

Родина: Горнерові (Furnariidae)
- Листовик бурий, Sclerurus obscurior
- Листовик короткодзьобий, Sclerurus rufigularis
- Листовик білогорлий, Sclerurus caudacutus
- Листовик сірогорлий, Sclerurus albigularis
- Землекоп береговий, Geositta peruviana (E)
- Землекоп тонкодзьобий, Geositta tenuirostris
- Землекоп світлочеревий, Geositta cunicularia
- Землекоп андійський, Geositta punensis
- Землекоп товстодзьобий, Geositta crassirostris (E)
- Землекоп сірий, Geositta maritima
- Землекоп темнокрилий, Geositta saxicolina (E)
- Дереволаз-довгохвіст малий, Certhiasomus stictolaemus
- Дереволаз оливковий, Sittasomus griseicapillus
- Дереволаз-довгохвіст великий, Deconychura longicauda
- Грімпар великий, Dendrocincla tyrannina
- Грімпар білогорлий, Dendrocincla merula
- Грімпар сірощокий, Dendrocincla fuliginosa
- Дереволаз-долотодзьоб, Glyphorynchus spirurus
- Дереволаз світлодзьобий, Dendrexetastes rufigula
- Дереволаз білогорлий, Nasica longirostris
- Дереволаз підкоришниковий, Dendrocolaptes certhia
- Дереволаз строкатощокий, Dendrocolaptes picumnus
- Дереволаз-червонодзьоб смугасточеревий, Hylexetastes stresemanni
- Дереволаз-міцнодзьоб середній, Xiphocolaptes promeropirhynchus
- Кокоа смугастошиїй, Xiphorhynchus obsoletus
- Кокоа колумбійський, Xiphorhynchus ocellatus
- Кокоа плямистоголовий, Xiphorhynchus chunchotambo
- Кокоа західний, Xiphorhynchus elegans
- Кокоа жовтогорлий, Xiphorhynchus guttatus
- Кокоа андійський, Xiphorhynchus triangularis
- Кокоа світлодзьобий, Dendroplex picus
- Кокоа каштановий, Dendroplex kienerii
- Дереволаз-серподзьоб середній, Campylorhamphus trochilirostris
- Дереволаз-серподзьоб амазонійський, Campylorhamphus procurvoides
- Campylorhamphus pusillus
- Дереволаз-серподзьоб великий, Drymotoxeres pucheranii
- Дереволаз строкатоголовий, Lepidocolaptes souleyetii
- Дереволаз гірський, Lepidocolaptes lacrymiger
- Дереволаз дуїданський, Lepidocolaptes duidae
- Дереволаз інамбарійський, Lepidocolaptes fatimalimae
- Піколезна тонкодзьоба, Xenops tenuirostris
- Піколезна мала, Xenops minutus
- Піколезна руда, Xenops rutilans
- Пальмолаз, Berlepschia rikeri
- Піколезна рудохвоста, Microxenops milleri
- Землелаз рудохвостий, Ochetorhynchus ruficaudus
- Pseudocolaptes boissonneautii
- Гострохвіст золотавий, Premnornis guttuliger
- Furnarius leucopus
- Горнеро річковий, Furnarius torridus
- Furnarius minor
- Потічник, Lochmias nematura
- Ротакоа, Phleocryptes melanops
- Землелаз смугастий, Geocerthia serrana (E)
- Землелаз довгодзьобий, Upucerthia dumetaria
- Землелаз білогорлий, Upucerthia albigula
- Землелаз світлочеревий, Upucerthia validirostris
- Трясохвіст білобровий, Cinclodes albidiventris
- Трясохвіст гірський, Cinclodes albiventris
- Трясохвіст бурочеревий, Cinclodes aricomae
- Трясохвіст білочеревий, Cinclodes palliatus (E)
- Трясохвіст білокрилий, Cinclodes atacamensis
- Трясохвіст бурий, Cinclodes taczanowskii (E)
- Філідор-великодзьоб бурий, Anabazenops dorsalis
- Філідор рудогузий, Philydor erythrocercum
- Філідор рудочеревий, Philydor pyrrhodes
- Тікотіко гірський, Anabacerthia striaticollis
- Філідор рудохвостий, Anabacerthia ruficaudata
- Філідор білогорлий, Syndactyla rufosuperciliata
- Філідор золотистий, Syndactyla subalaris
- Філідор рудошиїй, Syndactyla ruficollis
- Анабат перуанський, Syndactyla ucayalae
- Анабат болівійський, Syndactyla striata
- Тікотіко смугастобокий, Ancistrops strigilatus
- Філідор золотолобий, Dendroma rufa
- Філідор іржастокрилий, Dendroma erythroptera
- Філідор рудоголовий, Clibanornis erythrocephalus
- Філідор-лісовик іржастий, Clibanornis rubiginosus
- Птах-гончар строкатий, Thripadectes flammulatus
- Птах-гончар перуанський, Thripadectes scrutator
- Птах-гончар смугастий, Thripadectes holostictus
- Птах-гончар чорнодзьобий, Thripadectes melanorhynchus
- Філідор-лісовик рудочеревий, Automolus rufipileatus
- Філідор-лісовик червоноокий, Automolus melanopezus
- Філідор-лісовик вохристогорлий, Automolus ochrolaemus
- Філідор рископерий, Automolus subulatus
- Філідор-лісовик бурочеревий, Automolus infuscatus
- Гострохвіст рудогорлий, Premnoplex brunnescens
- Щетинкохвіст перлистий, Margarornis squamiger
- Сікора руда, Sylviorthorhynchus yanacensis
- Сікора вохристочерева, Leptasthenura aegithaloides
- Сікора перуанська, Leptasthenura pileata (E)
- Сікора червоноголова, Leptasthenura xenothorax (E)
- Сікора світлогорла, Leptasthenura striata
- Сікора андійська, Leptasthenura andicola
- М'якохвіст рудолобий, Phacellodomus rufifrons
- М'якохвіст світлочеревий, Phacellodomus striaticeps
- М'якохвіст перуанський, Phacellodomus dorsalis (E)
- Пію білобровий, Hellmayrea gularis
- Канастеро світлохвостий, Asthenes huancavelicae (E)
- Канастеро темнокрилий, Asthenes arequipae
- Канастеро білобровий, Asthenes urubambensis
- Канастеро смугастий, Asthenes flammulata
- Канастеро перуанський, Asthenes virgata (E)
- Канастеро смугастохвостий, Asthenes maculicauda
- Канастеро скельний, Asthenes wyatti
- Канастеро рудокрилий, Asthenes sclateri
- Канастеро строкатогорлий, Asthenes humilis
- Канастеро андійський, Asthenes modesta
- Корпуана плямостощока, Asthenes helleri
- Корпуана аякучоанська, Asthenes ayacuchensis (E)
- Корпуана рудогорла, Asthenes vilcabambae (E)
- Канастеро каньйоновий, Asthenes pudibunda
- Канастеро рудолобий, Asthenes ottonis (E)
- Корпуана перуанська, Asthenes palpebralis (E)
- Корпуана білогорла, Asthenes fuliginosa
- Корпуана еквадорська, Asthenes griseomurina
- Жовтощок, Metopothrix aurantiaca
- Сірохвіст еквадорський, Xenerpestes singularis
- Гончар-білобровець, Siptornis striaticollis
- Кошикороб мінливий, Thripophaga fusciceps
- Кошикороб рудий, Thripophaga berlepschi (E)
- Курутія перуанська, Cranioleuca marcapatae (E)
- Курутія білоголова, Cranioleuca albiceps
- Курутія рудоспинна, Cranioleuca vulpina
- Курутія світлощока, Cranioleuca vulpecula
- Курутія світлоголова, Cranioleuca albicapilla (E)
- Курутія сіроброва, Cranioleuca curtata
- Курутія еквадорська, Cranioleuca antisiensis
- Курутія амазонійська, Cranioleuca gutturata
- Канастеро кактусовий, Pseudasthenes cactorum (E)
- Мочарник жовтогорлий, Certhiaxis cinnamomeus
- Мочарник річковий, Certhiaxis mustelinus
- Пію білочеревий, Mazaria propinqua
- Пію вохристощокий, Synallaxis scutata
- Пію гаянський, Synallaxis gujanensis
- Пію мараньйонський, Synallaxis maranonica
- Пію великий, Synallaxis hypochondriaca (E)
- Пію білогорлий, Synallaxis stictothorax
- Пію чінчіпський, Synallaxis chinchipensis (E)
- Пію рудочеревий, Synallaxis zimmeri (E)
- Пію сірогорлий, Synallaxis brachyura
- Пію темний, Synallaxis moesta
- Пію масковий, Synallaxis cabanisi
- Пію бразильський, Synallaxis hypospodia
- Пію темноволий, Synallaxis albigularis
- Пію блідий, Synallaxis albescens
- Пію андійський, Synallaxis azarae
- Пію перуанський, Synallaxis courseni (E)
- Пію темноголовий, Synallaxis tithys
- Пію іржастий, Synallaxis unirufa
- Пію темногузий, Synallaxis rutilans
- Пію рудогорлий, Synallaxis cherriei

Родина: Манакінові (Pipridae)
- Манакін-стрибун карликовий, Tyranneutes stolzmanni
- Манакін-вертун золоточубий, Neopelma chrysocephalum
- Манакін-вертун жовточеревий, Neopelma sulphureiventer
- Манакін перуанський, Chloropipo unicolor
- Манакін-червононіг гвіанський, Chiroxiphia pareola
- Манакін-червононіг перуанський, Chiroxiphia boliviana
- Манакін золотокрилий, Masius chrysopterus
- Манакін чорний, Xenopipo atronitens
- Манакін зелений, Cryptopipo holochlora
- Салтарин синьоголовий, Lepidothrix coronata
- Салтарин синьогузий, Lepidothrix isidorei
- Салтарин блакитноголовий, Lepidothrix coeruleocapilla (E)
- Манакін еквадорський, Heterocercus aurantiivertex
- Манакін вогнистоголовий, Heterocercus linteatus (H)[2]
- Манакін-короткокрил білочеревий, Manacus manacus
- Манакін ниткохвостий, Pipra filicauda
- Манакін смугохвостий, Pipra fasciicauda
- Манакінчик західний, Machaeropterus striolatus
- Манакінчик смугастогрудий, Machaeropterus eckelberryi (E)
- Манакінчик пломенистий, Machaeropterus pyrocephalus
- Салтарин білоголовий, Pseudopipra pipra
- Манакін золотоголовий, Ceratopipra erythrocephala
- Манакін червоноголовий, Ceratopipra rubrocapilla
- Манакін широкохвостий, Ceratopipra chloromeros

Родина: Котингові (Cotingidae)
- Плодоїд чорно-зелений, Pipreola riefferii
- Плодоїд смугохвостий, Pipreola intermedia
- Плодоїд смугастий, Pipreola arcuata
- Плодоїд цитриновогрудий, Pipreola lubomirskii
- Плодоїд масковий, Pipreola pulchra (E)
- Плодоїд червоноволий, Pipreola frontalis
- Плодоїд малий, Pipreola chlorolepidota
- Плодоїд строкатий, Ampelioides tschudii
- Андець плямистий, Zaratornis stresemanni (E)
- Рара перуанська, Phytotoma raimondii (E)
- Андець перуанський, Doliornis sclateri (E)
- Андець чорний, Ampelion rubrocristatus
- Андець рудочубий, Ampelion rufaxilla
- Кармінник західний, Phoenicircus nigricollis
- Гребенечуб андійський, Rupicola peruvianus
- Пига сірохвоста, Snowornis subalaris
- Пига оливкова, Snowornis cryptolophus
- Плодоїд пурпуровий, Querula purpurata
- Плодоїд рубінововолий, Pyroderus scutatus
- Красочуб білоокий, Cephalopterus ornatus
- Котинга жовтоока, Cotinga maynana
- Котинга пурпурова, Cotinga cotinga
- Котинга бірюзова, Cotinga cayana
- Пига гаянська, Lipaugus vociferans
- Пига довгохвоста, Lipaugus fuscocinereus
- Пига рудогуза, Lipaugus uropygialis
- Котинга білочерева, Porphyrolaema porphyrolaema
- Котинга-білокрил амарантова, Xipholena punicea
- Плодоїд голошиїй, Gymnoderus foetidus
- Котинга чорнощока, Conioptilon mcilhennyi

Родина: Бекардові (Tityridae)
- Бекарда чорноголова, Tityra inquisitor
- Бекарда велика, Tityra cayana
- Бекарда маскова, Tityra semifasciata
- Манакін-свистун рудий, Schiffornis major
- Лорон північний, Schiffornis veraepacis
- Лорон іржастий, Schiffornis aenea
- Манакін-свистун бурий, Schiffornis turdina
- Аулія сіра, Laniocera hypopyrra
- Котингіта білоброва, Iodopleura isabellae
- Котингіта смугаста, Laniisoma elegans
- Бекард білоголовий, Xenopsaris albinucha (V)[3]
- Бекард зелений, Pachyramphus viridis
- Бекард смугастий, Pachyramphus versicolor
- Бекард еквадорський, Pachyramphus spodiurus
- Бекард сірий, Pachyramphus rufus
- Бекард каштановий, Pachyramphus castaneus
- Бекард рябокрилий, Pachyramphus polychopterus
- Бекард строкатий, Pachyramphus albogriseus
- Бекард чорноголовий, Pachyramphus marginatus
- Бекард темний, Pachyramphus homochrous
- Бекард рожевогорлий, Pachyramphus minor
- Бекард чубатий, Pachyramphus validus
- Пікоагудо, Oxyruncus cristatus
- Мухоїд королівський, Onychorhynchus coronatus
- Віялочуб еквадорський, Onychorhynchus occidentalis
- Москверито рудохвостий, Terenotriccus erythrurus
- Тиранка рудовола, Myiobius villosus
- Тиранка світлогорла, Myiobius barbatus
- Тиранка чорнохвоста, Myiobius atricaudus

Родина: Тиранові (Tyrannidae)
- Ірличок оливковий, Piprites chloris
- Москверито рудий, Neopipo cinnamomea
- Лопатодзьоб бурощокий, Platyrinchus saturatus
- Лопатодзьоб білогорлий, Platyrinchus mystaceus
- Лопатодзьоб золотоголовий, Platyrinchus coronatus
- Лопатодзьоб жовточеревий, Platyrinchus flavigularis
- Лопатодзьоб білоголовий, Platyrinchus platyrhynchos
- Каполего бронзовий, Pseudotriccus pelzelni
- Каполего рудолобий, Pseudotriccus simplex
- Каполего рудоголовий, Pseudotriccus ruficeps
- Тиран-щебетун північний, Corythopis torquatus
- Ореджеріто жовтодзьобий, Pogonotriccus poecilotis
- Ореджеріто зеленоволий, Pogonotriccus ophthalmicus
- Ореджеріто білокрилий, Pogonotriccus orbitalis
- Тиранчик оливкововолий, Phylloscartes ventralis
- Тиранчик еквадорський, Phylloscartes gualaquizae
- Тиранчик рудобровий, Phylloscartes superciliaris (H)
- Тиранчик рудощокий, Phylloscartes parkeri
- Тиранчик-мухолюб гострокрилий, Mionectes striaticollis
- Тиранчик-мухолюб оливковий, Mionectes olivaceus
- Тиранчик-мухолюб вохристий, Mionectes oleagineus
- Тиранчик-мухолюб рудогузий, Mionectes macconnelli
- Тиран-інка буроголовий, Leptopogon amaurocephalus
- Тиран-інка андійський, Leptopogon superciliaris
- Тиран-інка рудоволий, Leptopogon rufipectus
- Тиран-інка перуанський, Leptopogon taczanowskii (E)
- Мухоїд великий, Cnipodectes subbrunneus
- Мухоїд рудий, Cnipodectes superrufus
- Пікоплано оливковий, Rhynchocyclus olivaceus
- Пікоплано рудий, Rhynchocyclus fulvipectus
- Мухоїд світлогорлий, Tolmomyias sulphurescens
- Мухоїд рудоволий, Tolmomyias traylori
- Мухоїд оливковолий, Tolmomyias assimilis
- Мухоїд сіроголовий, Tolmomyias poliocephalus
- Мухоїд жовтий, Tolmomyias flaviventris
- Мухоїд прибережний, Tolmomyias viridiceps
- Аруна білогруда, Myiornis albiventris
- Аруна короткохвоста, Myiornis ecaudatus
- Тиранчик-чубань західний, Lophotriccus pileatus
- Тиранчик-чубань перуанський, Lophotriccus vitiosus
- Тиранчик-чубань бразильський, Lophotriccus eulophotes
- Тиранчик-чубань гаянський, Lophotriccus galeatus
- Тітіріджі амазонійський, Hemitriccus minor (H)
- Тітіріджі акреський, Hemitriccus cohnhafti
- Тітіріджі болівійський, Hemitriccus spodiops
- Тітіріджі вохристий, Hemitriccus flammulatus
- Тітіріджі білоокий, Hemitriccus zosterops
- Тітіріджі блідий, Hemitriccus griseipectus
- Тітіріджі жовточеревий, Hemitriccus iohannis
- Тітіріджі рябогорлий, Hemitriccus striaticollis
- Тітіріджі білочеревий, Hemitriccus margaritaceiventer
- Тітіріджі малий, Hemitriccus minimus
- Тітіріджі чорногорлий, Hemitriccus granadensis
- Тітіріджі рудоволий, Hemitriccus cinnamomeipectus
- Тітіріджі андійський, Hemitriccus rufigularis
- Мухолов рудоголовий, Poecilotriccus ruficeps
- Мухолов рудощокий, [Poecilotriccus luluae (E)
- Мухолов чорнокрилий, Poecilotriccus albifacies
- Мухолов строкатий, Poecilotriccus capitalis
- Мухолов рудогорлий, Poecilotriccus plumbeiceps
- Мухолов рудолобий, Poecilotriccus latirostris
- Мухолов колумбійський, Poecilotriccus calopterus
- Мухолов перуанський, Poecilotriccus pulchellus (E)
- Мухолов-клинодзьоб плямистий, Todirostrum maculatum
- Мухолов-клинодзьоб сірий, Todirostrum cinereum
- Мухолов-клинодзьоб жовтобровий, Todirostrum chrysocrotaphum
- Мухоїд-білозір, Myiotriccus ornatus
- Курета золотовола, Nephelomyias pulcher
- Курета жовточерева, Nephelomyias lintoni
- Курета жовтогорла, Nephelomyias ochraceiventris
- Hirundinea ferruginea
- Біро коричневий, Pyrrhomyias cinnamomeus
- Тиран-малюк болівійський, Zimmerius bolivianus
- Тиран-малюк червонодзьобий, Zimmerius cinereicapilla
- Мішана, Zimmerius villarejoi (E)
- Тиран-малюк елегантний, Zimmerius gracilipes
- Тиран-малюк жовтощокий, Zimmerius chrysops
- Тиран-малюк золотолобий, Zimmerius viridiflavus (Е)
- Каландрита мала, Stigmatura napensis
- Інезія сіроголова, Inezia inornata
- Тиранчик-рудь білочеревий, Euscarthmus meloryphus
- Euscarthmus fulviceps
- Тиран-карлик амазонійський, Ornithion inerme
- Тиранчик-тонкодзьоб південний, Camptostoma obsoletum
- Еленія жовточерева, Elaenia flavogaster
- Еленія сіровола, Elaenia spectabilis
- Еленія білочуба, Elaenia albiceps
- Еленія чилійська, Elaenia chilensis
- Еленія короткодзьоба, Elaenia parvirostris
- Еленія сіра, Elaenia strepera
- Еленія рогата, Elaenia gigas
- Еленія бура, Elaenia pelzelni
- Еленія чубата, Elaenia cristata
- Еленія мала, Elaenia chiriquensis
- Еленія темна, Elaenia obscura
- Еленія андійська, Elaenia pallatangae
- Тиран жовтоголовий, Tyrannulus elatus
- Тиранець лісовий, Myiopagis gaimardii
- Тиранець сірий, Myiopagis caniceps
- Олалаї, Myiopagis olallai
- Тиранець еквадорський, Myiopagis subplacens
- Тиранець суринамський, Myiopagis flavivertex
- Тиранець зелений, Myiopagis viridicata
- Тиранчик жовтий, Capsiempis flaveola
- Тиран-крихітка білолобий, Phyllomyias zeledoni
- Тиран-крихітка болівійський, Phyllomyias sclateri
- Тиран-крихітка юнгаський, Phyllomyias weedeni
- Тиран-крихітка темноголовий, Phyllomyias griseiceps
- Тиран-крихітка чорноголовий, Phyllomyias nigrocapillus
- Тиран-крихітка еквадорський, Phyllomyias cinereiceps
- Тиран-крихітка золотогузий, Phyllomyias uropygialis
- Тиран-крихітка андійський, Phyllomyias plumbeiceps
- Тиранчик бурий, Phaeomyias murina
- Phaeomyias tumbezana
- Тиранець перуанський, Pseudelaenia leucospodia
- Тиранчик-довгохвіст перуанський, Mecocerculus poecilocercus
- Тиранчик-довгохвіст болівійський, Mecocerculus hellmayri
- Тиранчик-довгохвіст колумбійський, Mecocerculus stictopterus
- Тиранчик-довгохвіст білогорлий, Mecocerculus leucophrys
- Тиранчик-довгохвіст рудокрилий, Mecocerculus calopterus
- Тиранчик-довгохвіст жовточеревий, Mecocerculus minor
- Торилон червонодзьобий, Anairetes nigrocristatus
- Торилон рогатий, Anairetes reguloides
- Торилон перуанський, Anairetes alpinus
- Торилон жовтодзьобий, Anairetes flavirostris
- Торилон жовтоокий, Anairetes parulus
- Дорадито андійський, Pseudocolopteryx acutipennis
- Тираник сірий, Serpophaga cinerea
- Тираник річковий, Serpophaga hypoleuca
- Торилон бурий, Uromyias agraphia (E)
- Дормілон короткохвостий, Muscigralla brevicauda
- Атіла амазонійський, Attila cinnamomeus
- Атіла колумбійський, Attila torridus
- Атіла жовточеревий, Attila citriniventris
- Атіла білоокий, Attila bolivianus
- Атіла золотогузий, Attila spadiceus
- Тиран-розбійник, Legatus leucophaius
- Тиран-плоскодзьоб малий, Ramphotrigon megacephalum
- Тиран-плоскодзьоб рудохвостий, Ramphotrigon ruficauda
- Тиран-плоскодзьоб темнохвостий, Ramphotrigon fuscicauda
- Pitangus sulphuratus
- Пітанга мала, Philohydor lictor
- Tyrannopsis sulphurea
- Пітанга-великодзьоб, Megarynchus pitangua
- Тиран смугастоволий, Myiodynastes chrysocephalus
- Тиран чорнолобий, Myiodynastes bairdii
- Тиран жовточеревий, Myiodynastes luteiventris
- Тиран смугастий, Myiodynastes maculatus
- Бієнтевіо рудокрилий, Myiozetetes cayanensis
- Бієнтевіо червоноголовий, Myiozetetes similis
- Бієнтевіо сіроголовий, Myiozetetes granadensis
- Бієнтевіо малий, Myiozetetes luteiventris
- Конопа жовтогорла, Conopias parvus
- Конопа оливкова, Conopias trivirgatus
- Конопа жовтоброва, Conopias cinchoneti
- Empidonomus varius
- Туквіто чорноголовий, Griseotyrannus aurantioatrocristatus
- Тиран сіроспинний, Tyrannus niveigularis
- Тиран білогорлий, Tyrannus albogularis
- Тиран тропічний, Tyrannus melancholicus
- Тиран вилохвостий, Tyrannus savana
- Тиран королівський, Tyrannus tyrannus
- Планідера сіра, Rhytipterna simplex
- Іржавець західний, Casiornis rufus
- Тиран-свистун білогузий, Sirystes albocinereus
- Копетон рудий, Myiarchus semirufus (E)
- Копетон темноголовий, Myiarchus tuberculifer
- Копетон неотропічний, Myiarchus swainsoni
- Копетон чорнодзьобий, Myiarchus ferox
- Копетон еквадорський, Myiarchus phaeocephalus
- Копетон андійський, Myiarchus cephalotes
- Копетон чубатий, Myiarchus crinitus (V)
- Копетон блідий, Myiarchus tyrannulus
- Colonia colonus
- Курета оливкова, Myiophobus flavicans
- Курета схилова, Myiophobus phoenicomitra
- Курета болівійська, Myiophobus inornatus
- Курета руда, Myiophobus roraimae
- Курета еквадорська, Myiophobus cryptoxanthus
- Курета іржаста, Myiophobus fasciatus
- Пітайо сірочеревий, Silvicultrix frontalis
- Пітайо гірський, Silvicultrix spodionota
- Пітайо еквадорський, Silvicultrix jelskii
- Пітайо золотобровий, Silvicultrix pulchella
- Пітайо жовточеревий, Silvicultrix diadema
- Пітайо темноспинний, Ochthoeca cinnamomeiventris
- Пітайо каштановолий, Ochthoeca thoracica
- Пітайо рудоволий, Ochthoeca rufipectoralis
- Пітайо іржастий, Ochthoeca fumicolor
- Пітайо скельний, Ochthoeca oenanthoides
- Пітайо перуанський, Ochthoeca piurae (E)
- Пітайо білобровий, Ochthoeca leucophrys
- Тумбезія, Tumbezia salvini
- Тиранчик-короткодзьоб амазонійський, Sublegatus obscurior
- Тиранчик-короткодзьоб південний, Sublegatus modestus
- Pyrocephalus rubinus
- Віюдита ряба, Fluvicola pica (V)
- Віюдита чорноспинна, Fluvicola albiventer
- Віюдита біла, Fluvicola nengeta
- Віюдита білоголова, Arundinicola leucocephala
- Негрито андійський, Lessonia oreas
- Смолик, Hymenops perspicillatus (V)
- Ада береговий, Knipolegus orenocensis
- Ада рудохвостий, Knipolegus poecilurus
- Ада амазонійський, Knipolegus poecilocercus
- Ада андійський, Knipolegus signatus
- Ада сірий, Knipolegus cabanisi
- Ада білокрилий, Knipolegus aterrimus
- Ада аргентинський, Knipolegus hudsoni (V)
- Сатрапа, Satrapa icterophrys
- Muscisaxicola fluviatilis
- Дормілон плямистодзьобий, Muscisaxicola maculirostris
- Дормілон попелястий, Muscisaxicola griseus
- Дормілон рудоголовий, Muscisaxicola juninensis
- Дормілон сірий, Muscisaxicola cinereus
- Дормілон білолобий, Muscisaxicola albifrons
- Дормілон жовтоголовий, Muscisaxicola flavinucha
- Дормілон блідий, Muscisaxicola rufivertex
- Дормілон масковий, Muscisaxicola maclovianus
- Дормілон білобровий, Muscisaxicola albilora
- Дормілон скельний, Muscisaxicola alpinus (H)
- Дормілон рудочеревий, Muscisaxicola capistratus
- Дормілон чорнолобий, Muscisaxicola frontalis
- Кіптявник сивоголовий, Cnemarchus erythropygius
- Монжита високогірна, Cnemarchus rufipennis
- Монжита чорновуса, Nengetus cinereus
- Гохо гірський, Agriornis montanus
- Гохо білохвостий, Agriornis albicauda
- Гохо світлочеревий, Agriornis micropterus
- Кіптявник смугастогорлий, Myiotheretes striaticollis
- Кіптявник іржастий, Myiotheretes fumigatus
- Кіптявник рудий, Myiotheretes fuscorufus
- Пітайо річковий, Ochthornis littoralis
- Москверо бурий, Cnemotriccus fuscatus
- Москверо бронзовий, Lathrotriccus euleri
- Москверо сіроволий, Lathrotriccus griseipectus
- Монудо оливковий, Mitrephanes olivaceus
- Sayornis nigricans
- Піві-малюк вільховий, Empidonax alnorum
- Піві північний, Contopus cooperi
- Піві сивий, Contopus fumigatus
- Піві бурий, Contopus sordidulus
- Піві лісовий, Contopus virens
- Піві сірий, Contopus cinereus
- Піві тумбезький, Contopus punensis
- Піві еквадорський, Contopus nigrescens
- Тачурі, Tachuris rubrigastra

Родина: Віреонові (Vireonidae)
- Віреон рудобровий, Cyclarhis gujanensis
- Віреончик оливковий, Hylophilus olivaceus
- Віреончик гвіанський, Hylophilus pectoralis (H)
- Віреончик сірошиїй, Hylophilus semicinereus
- Віреончик жовтоволий, Hylophilus thoracicus
- Віреон сіроголовий, Vireolanius leucotis
- Віреончик рудолобий, Tunchiornis ochraceiceps
- Віреончик білочеревий, Pachysylvia decurtata
- Віреончик вохристий, Pachysylvia hypoxantha
- Віреон андійський, Vireo leucophrys
- Віреон білобровий, Vireo chivi
- Віреон червоноокий, Vireo olivaceus
- Віреон білочеревий, Vireo flavoviridis
- Віреон чорновусий, Vireo altiloquus (V)

Родина: Воронові (Corvidae)
- Гагер масковий, Cyanolyca viridicyanus
- Гагер бірюзовий, Cyanolyca turcosa
- Пая гіацинтова, Cyanocorax violaceus
- Пая пурпурова, Cyanocorax cyanomelas
- Пая еквадорська, Cyanocorax mystacalis
- Пая зелена, Cyanocorax yncas

Родина: Ластівкові (Hirundinidae)
- Ластовиця патагонська, Pygochelidon cyanoleuca
- Ластівка рудоголова, Alopochelidon fucata (V)
- Ластовиця бурочерева, Orochelidon murina
- Ластовиця рудогорла, Orochelidon flavipes
- Ясківка андійська, Orochelidon andecola
- Ластівка білосмуга, Atticora fasciata
- Ластівка карликова, Atticora tibialis
- Ластівка пампасова, Stelgidopteryx ruficollis
- Щурик бурий, Progne tapera
- Щурик пурпуровий, Progne subis
- Щурик сірогорлий, Progne chalybea
- Щурик південний, Progne elegans
- Щурик перуанський, Progne murphy
- Білозорка еквадорська, Tachycineta stolzmanni
- Білозорка білокрила, Tachycineta albiventer
- Білозорка лазурова, Tachycineta leucorrhoa
- Білозорка чилійська, Tachycineta leucopyga (H)
- Ластівка берегова, Riparia riparia
- Ластівка сільська, Hirundo rustica
- Ясківка білолоба, Petrochelidon pyrrhonota
- Ясківка еквадорська, Petrochelidon rufocollaris

Родина: Воловоочкові (Troglodytidae)
- Шпалюшок амазонійський, Microcerculus marginatus
- Шпалюшок смугокрилий, Microcerculus bambla
- Царик сизий, Odontorchilus branickii
- Волоочко співоче, Troglodytes aedon
- Волоочко гірське, Troglodytes solstitialis
- Овад річковий, Cistothorus platensis
- Різжак смугастий, Campylorhynchus fasciatus
- Різжак дроздовий, Campylorhynchus turdinus
- Поплітник рудоспинний, Pheugopedius euophrys
- Поплітник інкійський, Pheugopedius eisenmanni (E)
- Поплітник вусатий, Pheugopedius genibarbis
- Поплітник темнощокий, Pheugopedius coraya
- Поплітник плямистоволий, Pheugopedius sclateri
- Поплітник світлощокий, Cantorchilus superciliaris
- Поплітник амазонійський, Cantorchilus leucotis
- Каштанник андійський, Cinnycerthia unirufa
- Каштанник колумбійський, Cinnycerthia olivascens
- Каштанник перуанський, Cinnycerthia peruana (E)
- Каштанник бурий, Cinnycerthia fulva
- Тріщук біловолий, Henicorhina leucosticta
- Тріщук рябокрилий, Henicorhina leucoptera
- Тріщук сіроволий, Henicorhina leucophrys
- Тріскопліт андійський, Cyphorhinus thoracicus
- Тріскопліт рудолобий, Cyphorhinus arada

Родина: Комароловкові (Polioptilidae)
- Комароловка білоброва, Microbates collaris
- Комароловка рудощока, Microbates cinereiventris
- Комароловка довгодзьоба, Ramphocaenus melanurus
- Комароловка бамбукова, Ramphocaenus sticturus
- Комароловка тропічна, Polioptila plumbea
- Комароловка іквітозька, Polioptila clementsi (E)

Родина: Donacobiidae
- Мімик, Donacobius atricapilla

Родина: Пронуркові (Cinclidae)
- Пронурок білоголовий, Cinclus leucocephalus

Родина: Дроздові (Turdidae)
- Солітаріо андійський, Myadestes ralloides
- Дрізд-короткодзьоб сірий, Catharus fuscater
- Дрізд-короткодзьоб андійський, Catharus maculatus
- Дрізд-короткодзьоб бурий, Catharus fuscescens (V)
- Дрізд-короткодзьоб малий, Catharus minimus
- Дрізд-короткодзьоб Свенсона, Catharus ustulatus
- Кларіно рудий, Entomodestes leucotis
- Дрізд-самітник, Cichlopsis leucogenys
- Дроздик світлоокий, Turdus leucops
- Дрізд еквадорський, Turdus reevei
- Дрізд світлогрудий, Turdus leucomelas
- Дрізд амазонійський, Turdus hauxwelli
- Дрізд світлочеревий, Turdus obsoletus (H)
- Дрізд тропічний, Turdus maculirostris
- Дрізд лучний, Turdus sanchezorum
- Дрізд брунатний, Turdus lawrencii
- Дрізд кремововолий, Turdus amaurochalinus
- Дрізд чорнодзьобий, Turdus ignobilis
- Дрізд перуанський, Turdus maranonicus
- Дрізд кордильєрський, Turdus fulviventris
- Дрізд аргентинський, Turdus nigriceps
- Дрізд великий, Turdus fuscater
- Хігуанко, Turdus chiguanco
- Дрізд андійський, Turdus serranus
- Дрізд білосмугий, Turdus albicollis

Родина: Пересмішникові (Mimidae)
- Пересмішник сивий, Mimus gilvus (V)
- Пересмішник довгохвостий, Mimus longicaudatus
- Пересмішник білокрилий, Mimus triurus (V)
- Пересмішник рудий, Mimus dorsalis (V)

Родина: Горобцеві (Passeridae)
- Горобець хатній, Passer domesticus (I)

Родина: Плискові (Motacillidae)
- Щеврик пампасовий, Anthus chii
- Щеврик пунанський, Anthus brevirostris
- Щеврик перуанський, Anthus peruvianus
- Щеврик патагонський, Anthus correndera
- Щеврик бурохвостий, Anthus hellmayri
- Щеврик андійський, Anthus bogotensis

Родина: В'юркові (Fringillidae)
- Чиж товстодзьобий, Spinus crassirostris
- Spinus magellanicus
- Чиж еквадорський, Spinus siemiradzkii
- Чиж оливковий, Spinus olivaceus
- Чиж жовточеревий, Spinus xanthogastrus
- Чиж чорний, Spinus atratus
- Чиж жовтогузий, Spinus uropygialis
- Чиж малий, Spinus psaltria
- Гутурама темнощока, Chlorophonia cyanocephala
- Органіст синьошиїй, Chlorophonia cyanea
- Органіст чорнобровий, Chlorophonia pyrrhophrys
- Гутурама золотиста, Euphonia saturata
- Гутурама сіра, Euphonia plumbea
- Гутурама пурпуровоголова, Euphonia chlorotica
- Гутурама світлогорла, Euphonia chrysopasta
- Гутурама білогуза, Euphonia minuta
- Гутурама золотолоба, Euphonia xanthogaster
- Гутурама західна, Euphonia laniirostris
- Гутурама зелена, Euphonia mesochrysa
- Гутурама рудочерева, Euphonia rufiventris

Родина: Passerellidae
- Зеленник жовтогорлий, Chlorospingus flavigularis
- Зеленник короткодзьобий, Chlorospingus parvirostris
- Зеленник сивогорлий, Chlorospingus canigularis
- Зеленник мінливобарвний, Chlorospingus flavopectus
- Чінголо еквадорський, Rhynchospiza stolzmanni
- Багновець південний, Ammodramus humeralis
- Багновець жовтощокий, Ammodramus aurifrons
- Риджвея сивоголова, Arremonops conirostris (H)
- Тихоголос великий, Arremon assimilis
- Заросляк строкатоголовий, Arremon torquatus
- Тихоголос золотодзьобий, Arremon aurantiirostris
- Тихоголос західний, Arremon abeillei
- Тихоголос амазонійський, Arremon taciturnus
- Заросляк каштановоголовий, Arremon brunneinucha
- Рудоголов оливковий, Arremon castaneiceps
- Бруант рудошиїй, Zonotrichia capensis
- Заросляк білоголовий, Atlapetes albiceps
- Заросляк рудоголовий, Atlapetes rufigenis (E)
- Заросляк триколірний, Atlapetes tricolor
- Заросляк сірогрудий, Atlapetes schistaceus
- Заросляк рудолобий, Atlapetes pallidinucha
- Заросляк жовтоволий, Atlapetes latinuchus
- Заросляк малий, Atlapetes leucopterus
- Заросляк сірощокий, Atlapetes seebohmi
- Заросляк рудочеревий, Atlapetes nationi (E)
- Заросляк апуримацький, Atlapetes forbesi (E)
- Заросляк інкійський, Atlapetes melanopsis (E)
- Заросляк вілкабамбійський, Atlapetes terborghi (E)
- Заросляк кузкійський, Atlapetes canigenis (E)
- Заросляк чорнощокий, Atlapetes melanolaemus

Родина: Трупіалові (Icteridae)
- Гоглу, Dolichonyx oryzivorus
- Шпаркос савановий, Leistes militaris
- Шпаркос білобровий, Leistes superciliaris
- Шпаркос короткохвостий, Leistes bellicosus
- Касик жовтодзьобий, Amblycercus holosericeus
- Конота іржаста, Psarocolius angustifrons
- Конота каньйонова, Psarocolius atrovirens
- Конота зелена, Psarocolius viridis
- Шапу, Psarocolius decumanus
- Конота бразильська, Psarocolius bifasciatus
- Касик чорний, Cacicus solitarius
- Касик еквадорський, Cacicus sclateri
- Касик сельвовий, Cacicus koepckeae (E)
- Касик багряногузий, Cacicus uropygialis
- Касик жовтохвостий, Cacicus cela
- Касик жовтогузий, Cacicus leucoramphus
- Касик гірський, Cacicus chrysonotus
- Конота мала, Cacicus latirostris
- Касик червоногузий, Cacicus haemorrhous
- Конота еквадорська, Cacicus oseryi
- Трупіал пломенистий, Icterus croconotus
- Трупіал еквадорський, Icterus graceannae
- Трупіал жовтохвостий, Icterus mesomelas
- Icterus cayanensis
- Вашер великий, Molothrus oryzivorus
- Вашер синій, Molothrus bonariensis
- Трупіал-чернець чагарниковий, Dives warczewiczi
- Гракл великохвостий, Quiscalus mexicanus
- Трупіал танагровий, Lampropsar tanagrinus
- Потеліжник, Gymnomystax mexicanus
- Чопі, Gnorimopsar chopi
- Варілеро жовтоокий, Agelasticus xanthophthalmus
- Варілеро однобарвний, Agelasticus cyanopus (V)
- Варілеро золотоплечий, Agelasticus thilius
- Каруг жовтоголовий, Chrysomus icterocephalus

Родина: Піснярові (Parulidae)
- Смугастоволець річковий, Parkesia noveboracensis
- Червоїд золотокрилий, Vermivora chrysoptera (H)
- Пісняр строкатий, Mniotilta varia (V)
- Червоїд світлобровий, Leiothlypis peregrina (V)
- Цитринка сіровола, Oporornis agilis
- Жовтогорлик південний, Geothlypis aequinoctialis
- Пісняр горихвістковий, Setophaga ruticilla
- Пісняр-лісовик блакитний, Setophaga cerulea
- Пісняр тропічний, Setophaga pitiayumi
- Пісняр-лісовик рудоволий, Setophaga fusca
- Пісняр-лісовик золотистий, Setophaga petechia
- Пісняр-лісовик білощокий, Setophaga striata
- Пісняр-лісовик рудоголовий, Setophaga palmarum (V)
- Коронник оливковий, Myiothlypis luteoviridis
- Коронник чорноголовий, Myiothlypis nigrocristata
- Коронник світлоногий, Myiothlypis signata
- Коронник блідий, Myiothlypis fulvicauda
- Коронник цитриновий, Myiothlypis bivittata
- Коронник золоточеревий, Myiothlypis chrysogaster
- Коронник сизий, Myiothlypis fraseri
- Коронник сірощокий, Myiothlypis coronata
- Коронник смугастоголовий, Basileuterus tristriatus
- Коронник трисмугий, Basileuterus trifasciatus
- Болотянка строкатовола, Cardellina canadensis
- Чернітка чорногорла, Myioborus miniatus
- Чернітка перуанська, Myioborus melanocephalus

Родина: Mitrospingidae
- Танагра червонодзьоба, Lamprospiza melanoleuca

Родина: Кардиналові (Cardinalidae)
- Піранга сонцепера, Piranga flava
- Піранга пломениста, Piranga rubra
- Піранга кармінова, Piranga olivacea
- Піранга жовточерева, Piranga rubriceps
- Піранга білокрила, Piranga leucoptera
- Габія кармінова, Habia rubica
- Танагра-широкодзьоб оливкова, Chlorothraupis carmioli
- Кардинал-довбоніс жовточеревий, Pheucticus chrysogaster
- Кардинал-довбоніс золоточеревий, Pheucticus aureoventris
- Кардинал-довбоніс червоноволий, Pheucticus ludovicianus (V)
- Семілеро еквадорський, Amaurospiza aequatorialis
- Лускар сизий, Cyanoloxia cyanoides
- Лускар бірюзовий, Cyanoloxia rothschildii

Родина: Саякові (Thraupidae)
- Танагрець масковий, Nemosia pileata
- Тангар білоголовий, Sericossypha albocristata
- Кардинал рябогорлий, Parkerthraustes humeralis
- Плюшівник золотолобий, Catamblyrhynchus diadema
- Саї великий, Chlorophanes spiza
- Саї малий, Iridophanes pulcherrimus
- Танагрик чорнощокий, Hemithraupis guira
- Танагрик жовтогорлий, Hemithraupis flavicollis
- Тамаруго мангровий, Conirostrum bicolor
- Тамаруго амазонійський, Conirostrum margaritae
- Тамаруго рудогузий, Conirostrum speciosum
- Танагра велика, Conirostrum binghami
- Тамаруго білобровий, Conirostrum ferrugineiventre
- Тамаруго чорноголовий, Conirostrum sitticolor
- Тамаруго великий, Conirostrum albifrons
- Тамаруго рудобровий, Conirostrum tamarugense
- Тамаруго сірий, Conirostrum cinereum
- Посвірж лимонний, Sicalis citrina
- Посвірж жовтий, Sicalis lutea
- Посвірж золотогузий, Sicalis uropigyalis
- Посвірж оливковий, Sicalis olivascens
- Посвірж золотоголовий, Sicalis flaveola
- Посвірж короткодзьобий, Sicalis luteola
- Посвірж перуанський, Sicalis raimondii
- Посвірж еквадорський, Sicalis taczanowskii
- Вівсянчик чорноголовий, Phrygilus atriceps
- Вівсянчик сіроголовий, Phrygilus punensis
- Вівсянчик сірий, Geospizopsis unicolor
- Вівсянчик сіроволий, Geospizopsis plebejus
- Вівсянчик великий, Rhopospina fruticeti
- Вівсянчик смугохвостий, Porphyrospiza alaudina
- Вівсянчик білогорлий, Idiopsar erythronotus
- Діука білокрила, Idiopsar speculifer
- Діука короткохвоста, Idiopsar brachyurus
- Насіннєїд малий, Catamenia analis
- Насіннєїд великий, Catamenia inornata
- Насіннєїд тонкодзьобий, Catamenia homochroa
- Квіткокол блискотливий, Diglossa lafresnayii
- Квіткокол рудовусий, Diglossa mystacalis
- Квіткокол чорний, Diglossa humeralis
- Квіткокол чорногорлий, Diglossa brunneiventris
- Квіткокол білобокий, Diglossa albilatera
- Квіткокол рудочеревий, Diglossa sittoides
- Квіткокол ультрамариновий, Diglossa glauca
- Квіткокол блакитний, Diglossa caerulescens
- Квіткокол масковий, Diglossa cyanea
- Цукрист перуанський, Xenodacnis parina
- Heliothraupis oneilli
- Шиферка андійська, Haplospiza rustica
- Якарина, Volatinia jacarina
- Тангарник строкатий, Conothraupis speculigera
- Беретник рудочеревий, Creurgops verticalis
- Беретник сірочеревий, Creurgops dentatus
- Танагра-жалібниця вогнисточуба, Loriotus cristatus
- Танагра-жалібниця вохристочуба, Loriotus rufiventer
- Танагра-жалібниця білоплеча, Loriotus luctuosus
- Танагра-жалібниця золоточуба, Tachyphonus surinamus
- Танагра-жалібниця велика, Tachyphonus rufus
- Танагра-жалібниця червоноплеча, Tachyphonus phoenicius
- Танагра сіроголова, Eucometis penicillata
- Танагра амазонійська, Trichothraupis melanops
- Червоночубик вогнистий, Coryphospingus cucullatus
- Тапіранга маскова, Ramphocelus nigrogularis
- Тапіранга чорночерева, Ramphocelus melanogaster (E)
- Тапіранга пурпурова, Ramphocelus carbo
- Тапіранга жовтогуза, Ramphocelus icteronotus
- Танагра-сикіт рудогуза, Lanio fulvus
- Танагра-сикіт білокрила, Lanio versicolor
- Кармінка, Rhodospingus cruentus
- Танагра-медоїд короткодзьоба, Cyanerpes nitidus
- Танагра-медоїд пурпурова, Cyanerpes caeruleus
- Танагра-медоїд бірюзова, Cyanerpes cyaneus
- Терзина, Tersina viridis
- Цукрист білочеревий, Dacnis albiventris
- Цукрист масковий, Dacnis lineata
- Цукрист жовточеревий, Dacnis flaviventer
- Цукрист блакитний, Dacnis cayana
- Зерноїд острівний, Sporophila bouvronides
- Зерноїд біловусий, Sporophila lineola
- Зерноїд білочеревий, Sporophila leucoptera (H)
- Зерноїд папугодзьобий, Sporophila peruviana
- Зерноїд рудогорлий, Sporophila telasco
- Зерноїд перуанський, Sporophila simplex
- Зерноїд рудочеревий, Sporophila castaneiventris
- Зерноїд іржастий, Sporophila hypoxantha (H)
- Зерноїд чорноволий, Sporophila ruficollis (H)
- Рисоїд чорноголовий, Sporophila angolensis
- Рисоїд болотяний, Sporophila crassirostris
- Рисоїд чорнодзьобий, Sporophila atrirostris
- Зерноїд вороний, Sporophila corvina
- Зерноїд колумбійський, Sporophila murallae
- Зерноїд чорнорябий, Sporophila luctuosa
- Зерноїд чорнощокий, Sporophila nigricollis
- Зерноїд мальований, Sporophila caerulescens
- Зерноїд попелястий, Sporophila schistacea
- Зерноїд сивий, Sporophila plumbea
- Зернолуск великий, Saltator maximus
- Зернолуск сірий, Saltator coerulescens
- Зернолуск смугастоволий, Saltator striatipectus
- Зернолуск еквадорський, Saltator nigriceps
- Зернолуск золотодзьобий, Saltator aurantiirostris
- Зернолуск масковий, Saltator cinctus
- Зернолуск білогорлий, Saltator grossus
- Вівсянка чорнощока, Coryphaspiza melanotis
- Трав'янець гострохвостий, Emberizoides herbicola
- Вівсянка-інка сіра, Piezorina cinerea (E)
- Вівсянка-інка тонкодзьоба, Xenospingus concolor
- Зеленяр чорноголовий, Pseudospingus verticalis
- Зеленяр сивий, Pseudospingus xanthophthalmus
- Зеленник сіроголовий, Cnemoscopus rubrirostris
- Зеленяр рудобровий, Poospiza rufosuperciliaris (E)
- Свертушка чорнощока, Poospiza rubecula (E)
- Свертушка маскова, Poospiza hispaniolensis
- Свертушка велика, Poospizopsis caesar (E)
- Зеленяр білобровий, Kleinothraupis atropileus
- Зеленяр широкобровий, Kleinothraupis auricularis (E)
- Зеленяр перуанський, Kleinothraupis parodii (E)
- Зеленяр золотобровий, Kleinothraupis calophrys
- Зеленяр оливковий, Sphenopsis frontalis
- Зеленяр чорнощокий, Sphenopsis melanotis
- Зеленяр піурійський, Sphenopsis piurae
- Каптурник золотоголовий, Thlypopsis sordida
- Каптурник перуанський, Thlypopsis inornata
- Каптурник жовтоволий, Thlypopsis ruficeps
- Зеленяр світлобровий, Thlypopsis superciliaris
- Каптурник рудогрудий, Thlypopsis ornata
- Каптурник буробокий, Thlypopsis pectoralis (E)
- Свертушка маранонська, Microspingus alticola (E)
- Зеленяр вохристоволий, Microspingus trifasciatus
- Пардуско, Nephelornis oneilli (E)
- Вівсянка-інка велика, Incaspiza pulchra (E)
- Вівсянка-інка маскова, Incaspiza personata (E)
- Вівсянка-інка сірокрила, Incaspiza ortizi (E)
- Вівсянка-інка вусата, Incaspiza laeta (E)
- Вівсянка-інка мала, Incaspiza watkinsi (E)
- Цереба, Coereba flaveola
- Потрост бурий, Asemospiza obscura
- Танагра-білозір чорногорла, Chlorochrysa calliparaea
- Paroaria coronata (I)
- Paroaria gularis
- Тангар чорнощокий, Schistochlamys melanopis
- Тангар строкатий, Cissopis leverianus
- Тапіранга чорногорла, Calochaetes coccineus
- Блакитнар жовтогорлий, Iridosornis analis
- Блакитнар золотошиїй, Iridosornis jelskii
- Блакитнар золотоголовий, Iridosornis rufivertex
- Блакитнар інкійський, Iridosornis reinhardti (E)
- Блакитар вохристочеревий, Pipraeidea melanonota
- Саяка жовто-синя, Rauenia bonariensis
- Блакитнар вохристоволий, Dubusia taeniata
- Блакитнар рудочеревий, Dubusia castaneoventris
- Андагра сиза, Anisognathus lacrymosus
- Андагра червонощока, Anisognathus igniventris
- Андагра жовтоголова, Anisognathus somptuosus
- Танагра-короткодзьоб гірська, Buthraupis montana
- Танагра-короткодзьоб маскова, Tephrophilus wetmorei
- Саяка синьоголова, Sporathraupis cyanocephala
- Танагра червононога, Chlorornis riefferii
- Танагра-короткодзьоб чорновола, Cnemathraupis eximia
- Танагра-короткодзьоб перуанська, Cnemathraupis aureodorsalis (E)
- Танагра вогнистогорла, Wetmorethraupis sterrhopteron
- Танагра блакитна, Chalcothraupis ruficervix
- Танагра сріблиста, Stilpnia viridicollis
- Танагра зеленогорла, Stilpnia argyrofenges
- Танагра сирайська, Stilpnia phillipsi (E)
- Танагра пунійська, Stilpnia meyerdeschauenseei
- Танагра вохриста, Stilpnia cayana
- Танагра маскова, Stilpnia nigrocincta
- Танагра блакитношия, Stilpnia cyanicollis
- Танагра синя, Tangara vassorii
- Танагра берилова, Tangara nigroviridis
- Танагра блискотлива, Tangara labradorides
- Танагра синьоброва, Tangara cyanotis
- Танагра бірюзова, Tangara mexicana
- Танагра зеленоголова, Tangara chilensis
- Танагра червоночерева, Tangara velia
- Танагра гіацинтова, Tangara callophrys
- Гирола, Tangara gyrola
- Танагра колумбійська, Tangara chrysotis
- Танагра жовтоголова, Tangara xanthocephala
- Танагра вогнистощока, Tangara parzudakii
- Танагра золотогруда, Tangara schrankii
- Танагра золота, Tangara arthus
- Танагра цитринова, Tangara icterocephala
- Саяка блакитна, Thraupis episcopus
- Саяка синя, Thraupis sayaca
- Саяка пальмова, Thraupis palmarum
- Танагра гаянська, Ixothraupis varia
- Танагра жовточерева, Ixothraupis xanthogastra
- Танагра дроздова, Ixothraupis punctata